# Mesquita Şehzade
A Mesquita Şehzade (em turco: Şehzade Camii, do persa original شاهزاده Šāhzādeh, significando "príncipe") é uma mesquita imperial otomana do século XVI localizada no distrito de Fatih, na terceira colina de Istambul, Turquia. Foi encomendada por Solimão, o Magnífico como um memorial ao seu filho Şehzade Mehmed, que morreu em 1543. É às vezes referida como "Mesquita do Príncipe" em português. A mesquita foi uma das primeiras e mais importantes obras do arquiteto Mimar Sinan e é uma das obras emblemáticas da Arquitetura Otomana Clássica.

## História
A construção do Complexo Şehzade (külliye) foi ordenada pelo Sultão Otomano Solimão, o Magnífico como um memorial ao seu filho favorito Şehzade Mehmed (nascido em 1521), que morreu em 1543 enquanto retornava a Istambul após uma vitoriosa campanha militar na Hungria. Mehmed era o filho mais velho da única esposa legal de Solimão, Hürrem Sultan - embora não fosse seu primogênito - e antes de sua morte prematura, ele estava preparado para aceitar o sultanato após o reinado de Solimão. Diz-se que Solimão pessoalmente lamentou a morte de Mehmed por quarenta dias em seu túmulo temporário em Istambul, local onde o arquiteto imperial Mimar Sinan construiria um suntuoso mausoléu para Mehmed como parte de um complexo maior de mesquitas dedicado ao herdeiro principesco.
O mausoléu de Mehmed foi o primeiro elemento do complexo a ser concluído, em 1544. A mesquita e o restante do complexo foram construídos entre 1545 e 1548. O complexo foi a primeira importante comissão imperial de Sinan.
A mesquita sofreu alguns danos durante o atentado de junho de 2016 que ocorreu em uma rua próxima. Algumas de suas janelas foram quebradas.

## Arquitetura

### Exterior
A mesquita é acessada através de um pátio colunado pavimentado com mármore, com uma área igual à da própria mesquita. O pátio é cercado por um pórtico com cinco baías abobadadas em cada lado, com arcos em mármore rosa e branco alternados. No centro há uma fonte de ablução (şadırvan), que foi uma doação posterior do Sultão Murad IV.
Sinan adicionou pórticos abobadados ao longo das fachadas laterais do edifício (nos lados nordeste e sudoeste) que ajudam a ocultar os contrafortes de suporte da estrutura e a dar ao exterior um maior senso de monumentalidade.
Os minaretes gêmeos, conectados à mesquita, possuem duas varandas com esculturas de muqarnas e decoração geométrica entrelaçada em baixo-relevo esculpida em seus eixos. Este nível de detalhe decorativo nos minaretes é particular a esta mesquita e raramente foi repetido em mesquitas otomanas posteriores. Embora mesquitas patrocinadas por outros membros da família real às vezes tivessem dois minaretes, a Mesquita Şehzade é a única mesquita não-sultânica projetada por Sinan com dois minaretes que tinham duas varandas cada.

Exterior da mesquita
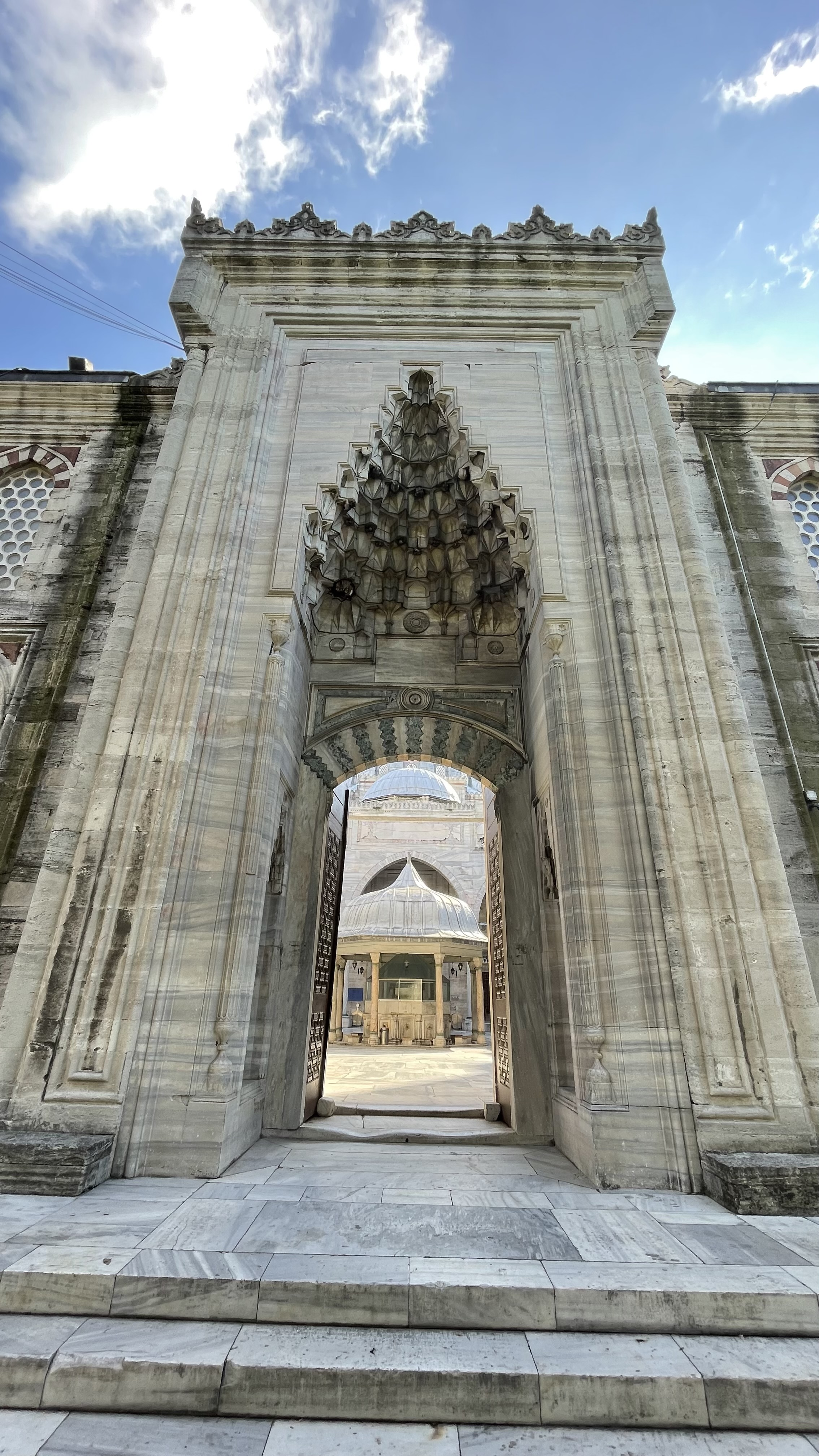
Portão principal para o pátio
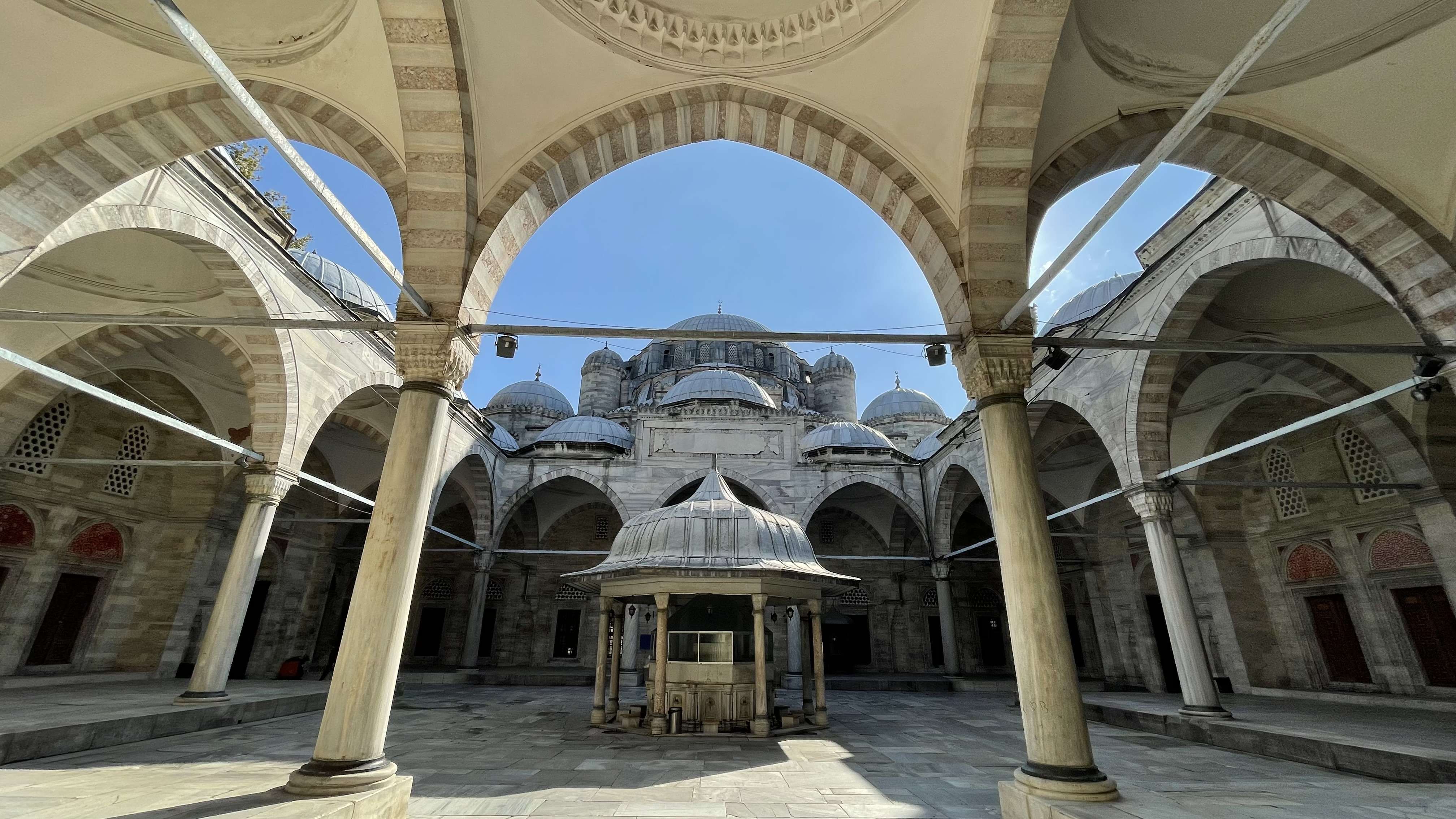
O pátio da mesquita
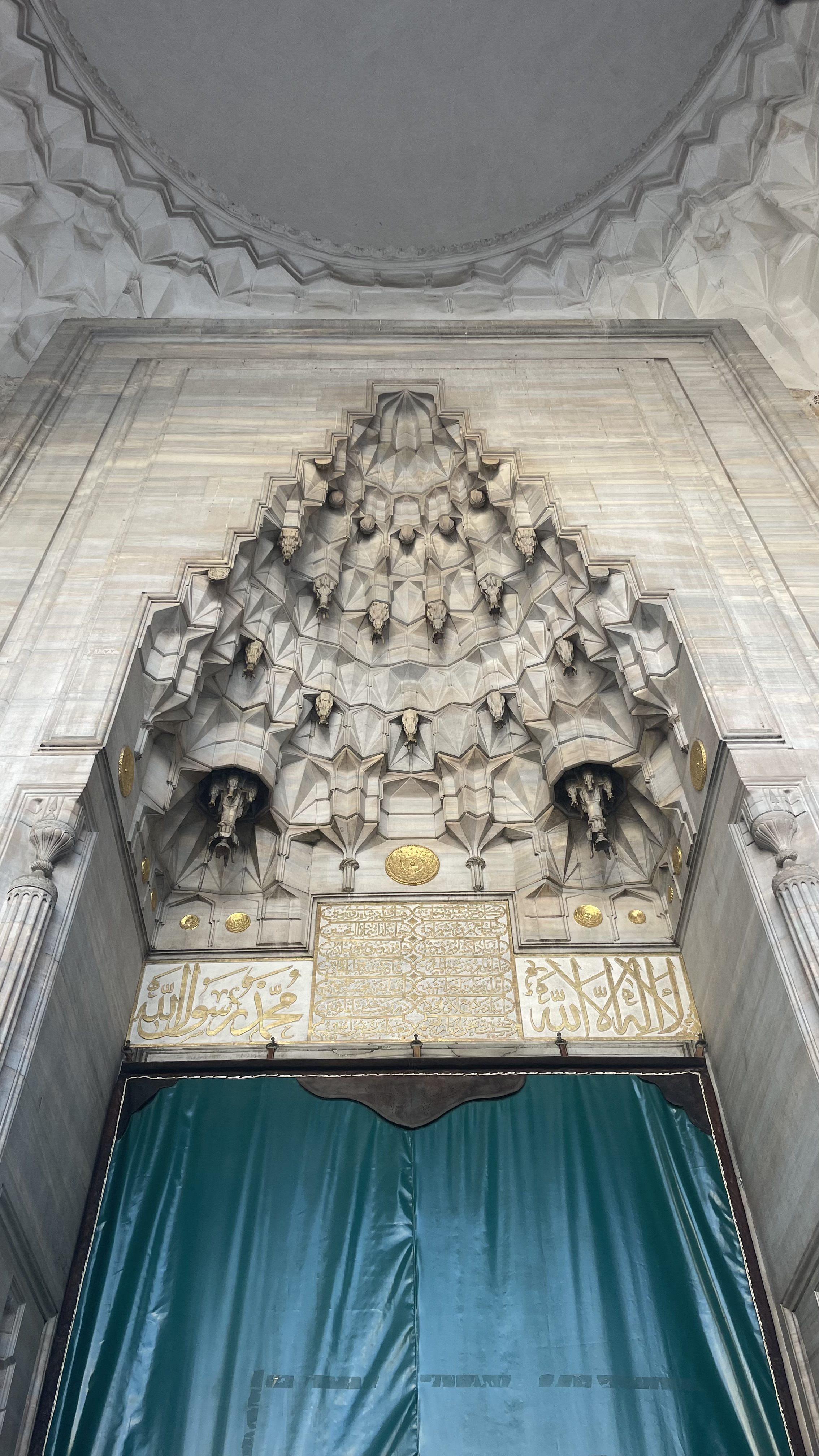
Entrada para a mesquita a partir do pátio
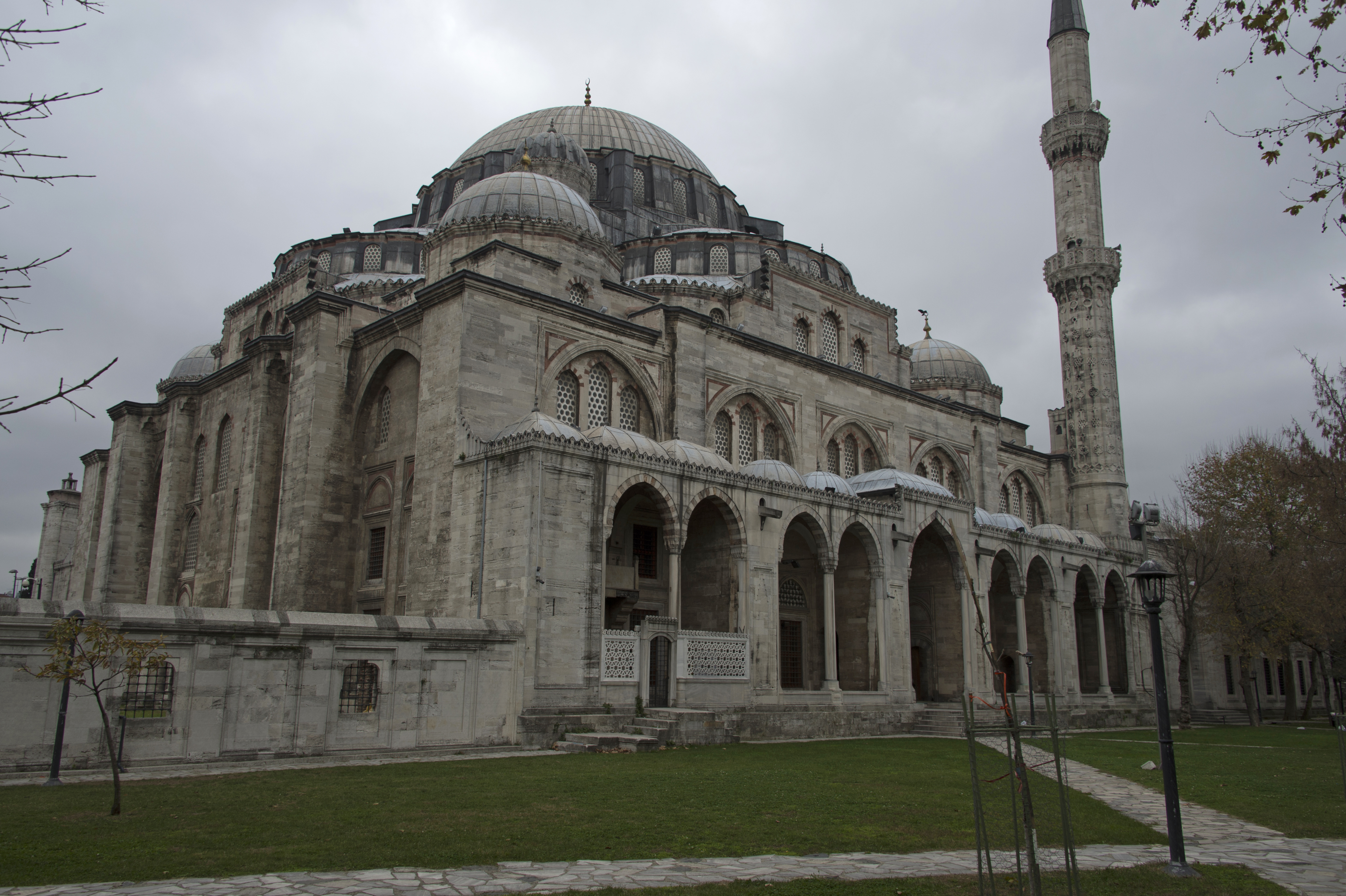
Vista do lado nordeste da mesquita e seu pórtico externo
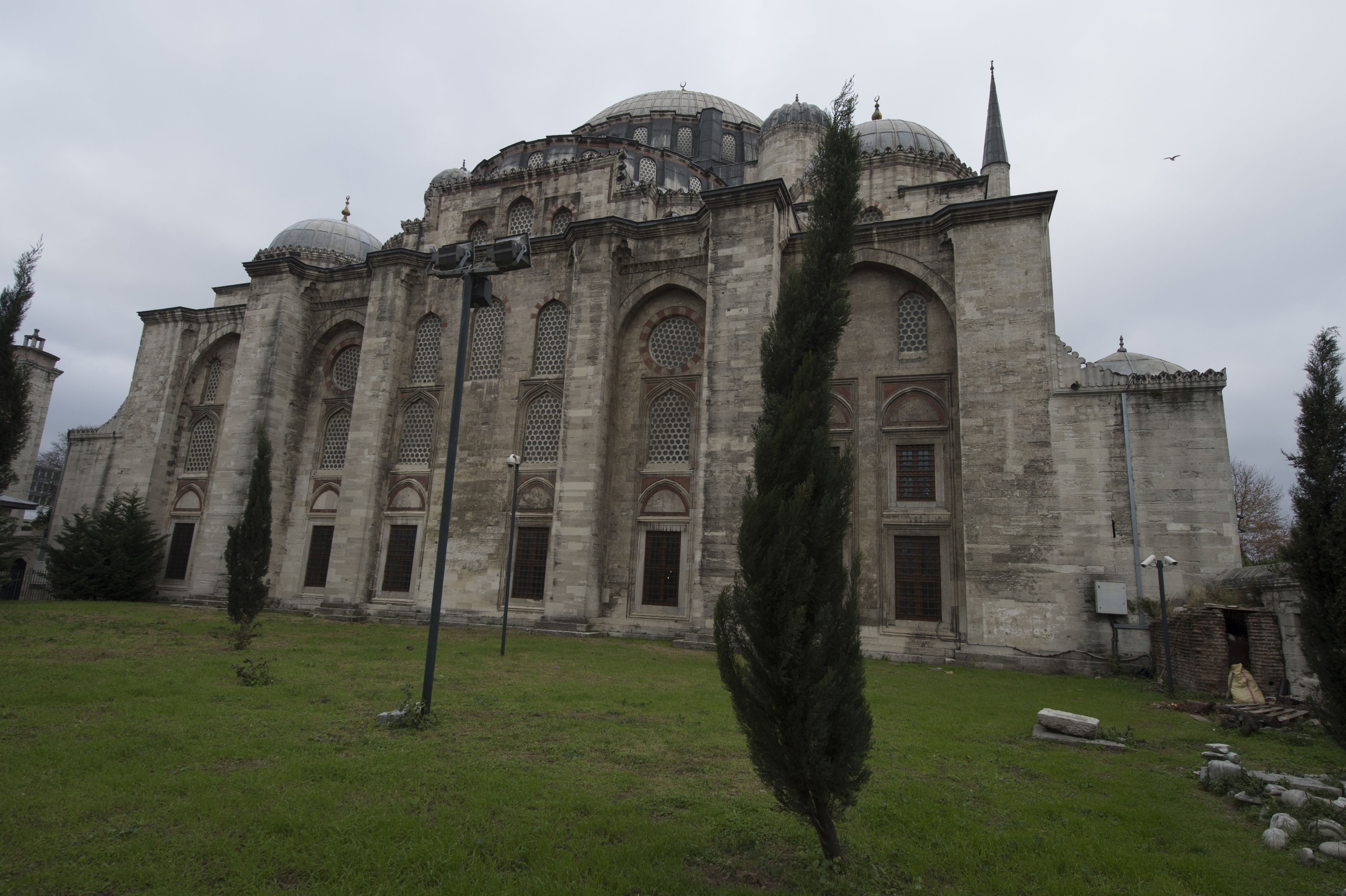
Vista do lado sudeste da mesquita (atrás do mihrab)
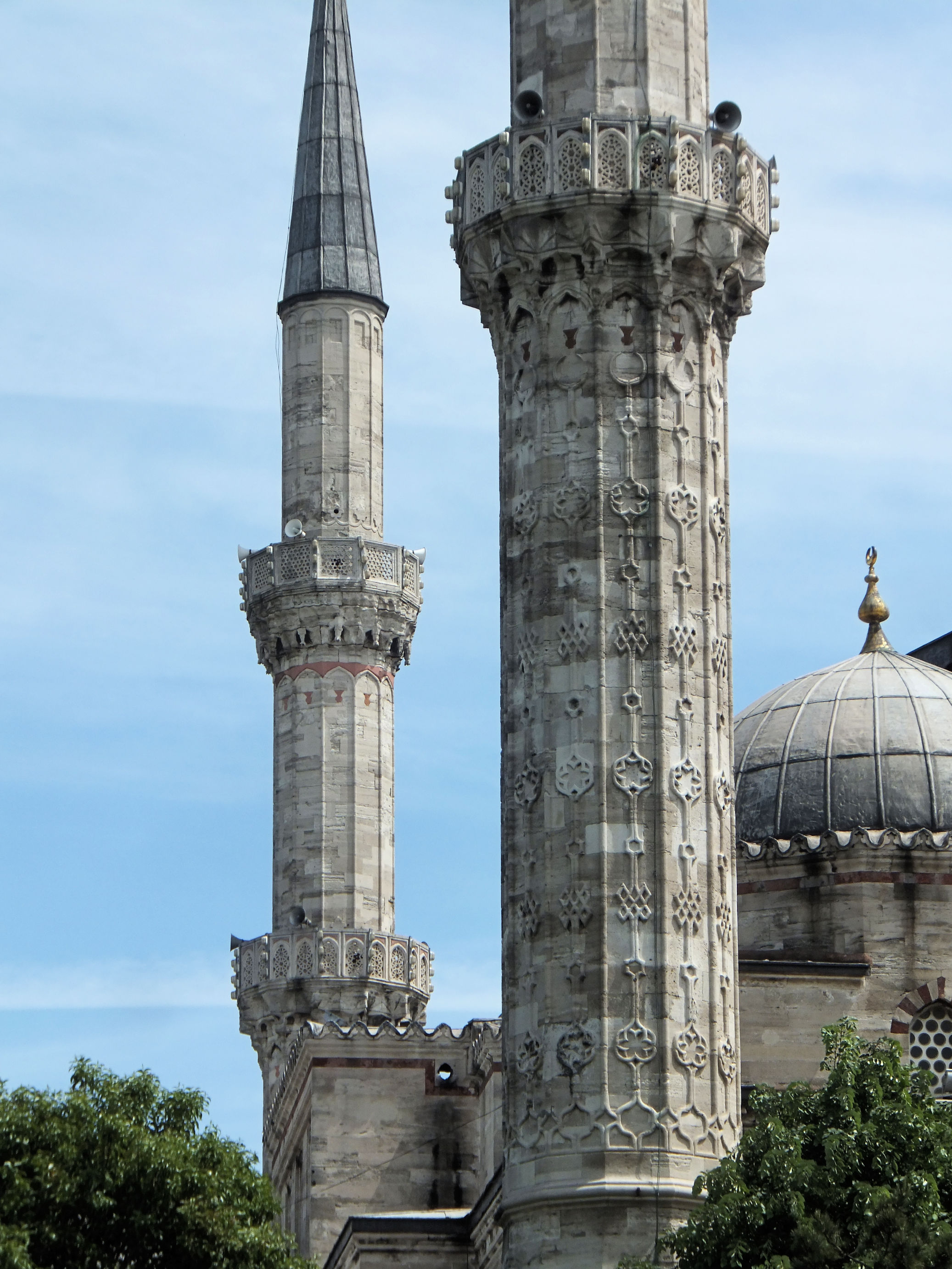
Detalhes dos minaretes

### Interior

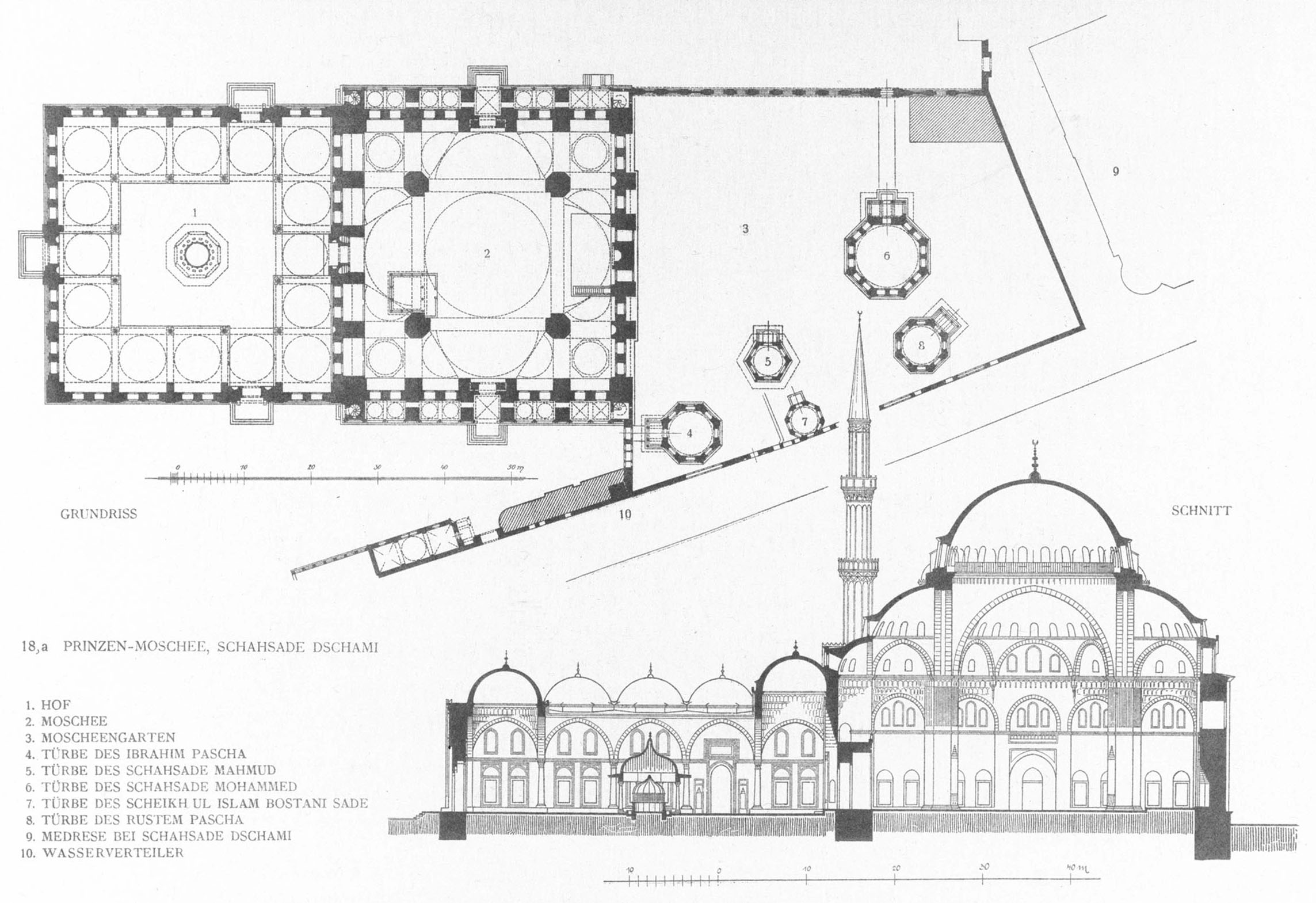
Corte transversal e plano por Cornelius Gurlitt, 1912

A mesquita tem uma planta quadrada coberta por uma cúpula central ladeada por quatro meias-cúpulas, com quatro cúpulas menores ocupando os cantos. A cúpula central é suportada por quatro pilares em seus cantos. Tem um diâmetro de 19 m (62,3 ft) e uma altura de 37 m (121 ft).

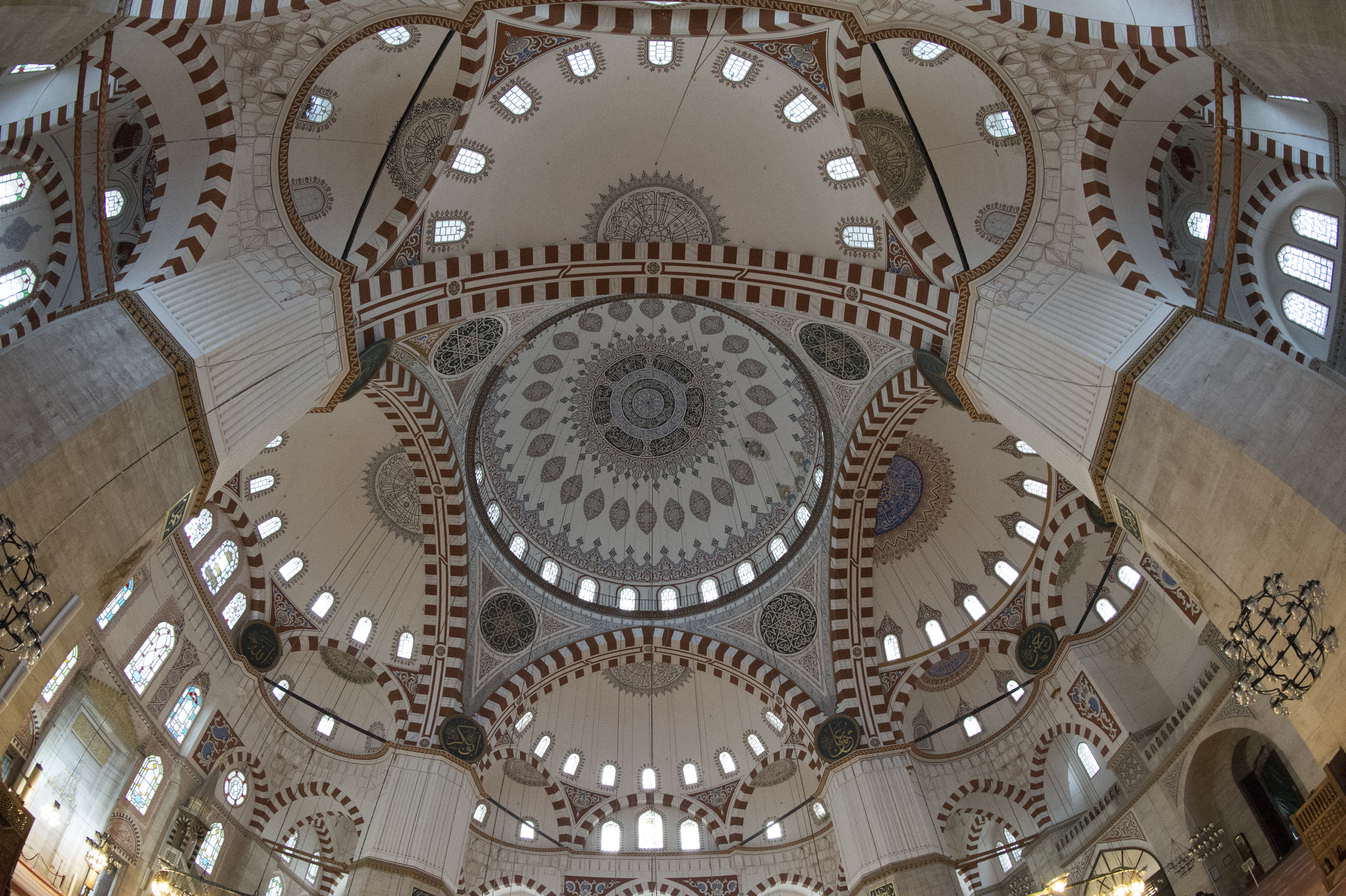
Vista da cúpula e semi-cúpulas da mesquita

Este projeto representa o auge das construções anteriores com cúpula e semi-cúpula na arquitetura otomana, trazendo simetria completa aos projetos abobadados com os quais os arquitetos otomanos anteriores haviam experimentado. Uma versão inicial deste projeto, em menor escala, havia sido usada antes de Sinan na Mesquita Fatih Pasha em Diyarbakır, datada de 1520 ou 1523.
Além da simetria do layout, as primeiras inovações de Sinan são evidentes na maneira como ele organizou os suportes estruturais da cúpula. Em vez de fazer a cúpula repousar sobre paredes grossas ao seu redor (como era comum anteriormente), ele concentrou os suportes de carga em um número limitado de contrafortes ao longo das paredes externas da mesquita e em quatro pilares dentro da mesquita nos cantos da cúpula. Isso permitiu que as paredes entre os contrafortes fossem mais finas, o que por sua vez permitiu mais janelas para trazer mais luz. Sinan também moveu as paredes externas para dentro, perto da borda interna dos contrafortes, para que os próprios contrafortes fossem menos perceptíveis de dentro (no exterior, ele adicionou pórticos para ocultá-los, como mencionado acima). Os quatro pilares pesados que suportam a cúpula foram uma desvantagem do projeto porque distraíam da unidade do espaço, mas Sinan tentou compensar isso dando-lhes formas irregulares que os fazem parecer menos massivos.
A decoração pintada do interior não é original e foi refeita em períodos posteriores. Algumas dessas restaurações posteriores mantiveram muito da composição dos projetos otomanos clássicos originais, ao mesmo tempo em que os atualizavam para refletir novas técnicas adotadas sob influência europeia, como o sombreamento. Novos designs também foram adicionados, e entre os motivos mais clássicos estão detalhes que claramente datam do período Barroco Otomano, embora estes também tenham sido repintados desde então e não sejam mais originais.

Interior da mesquita
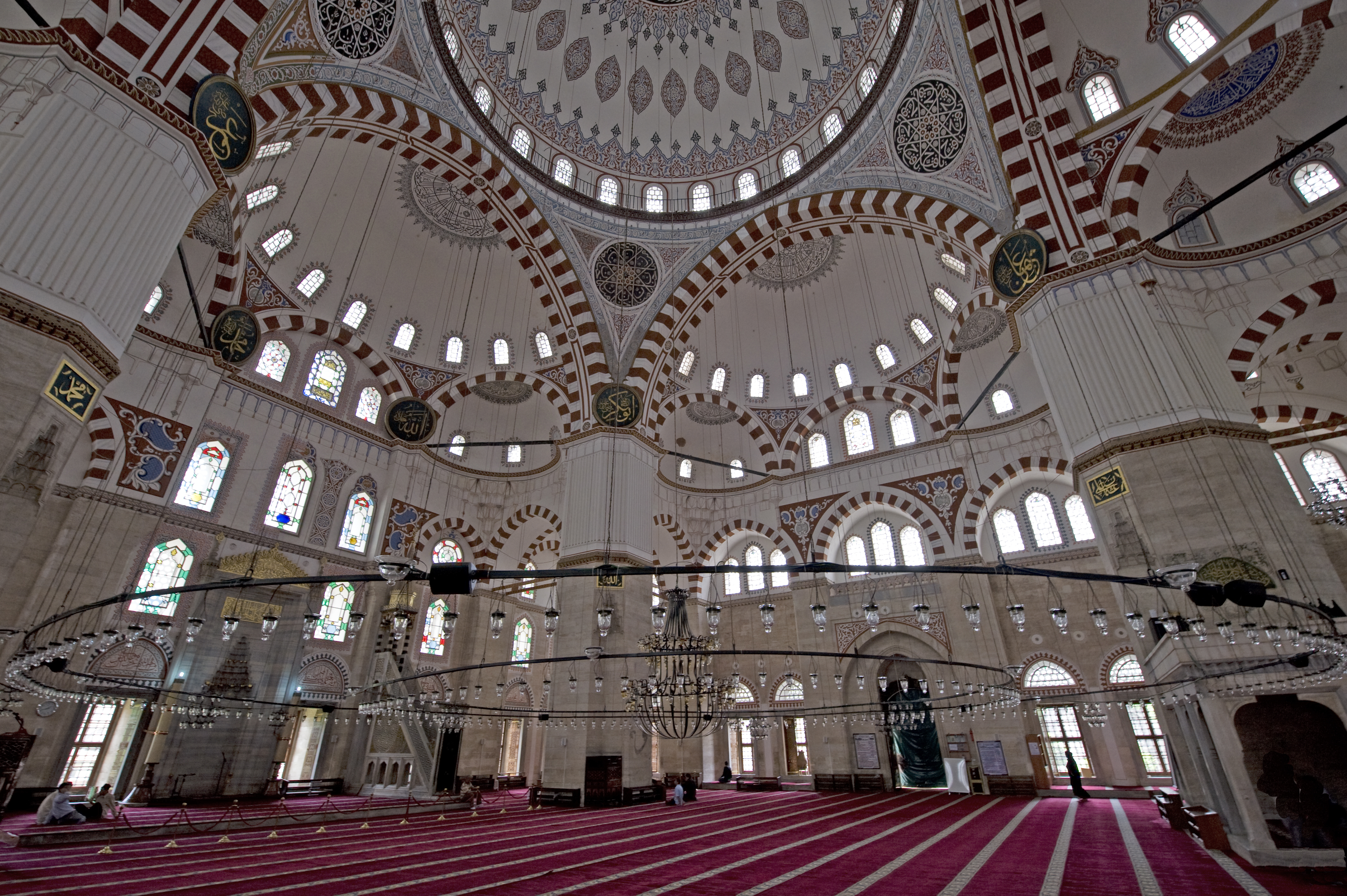
Vista interior
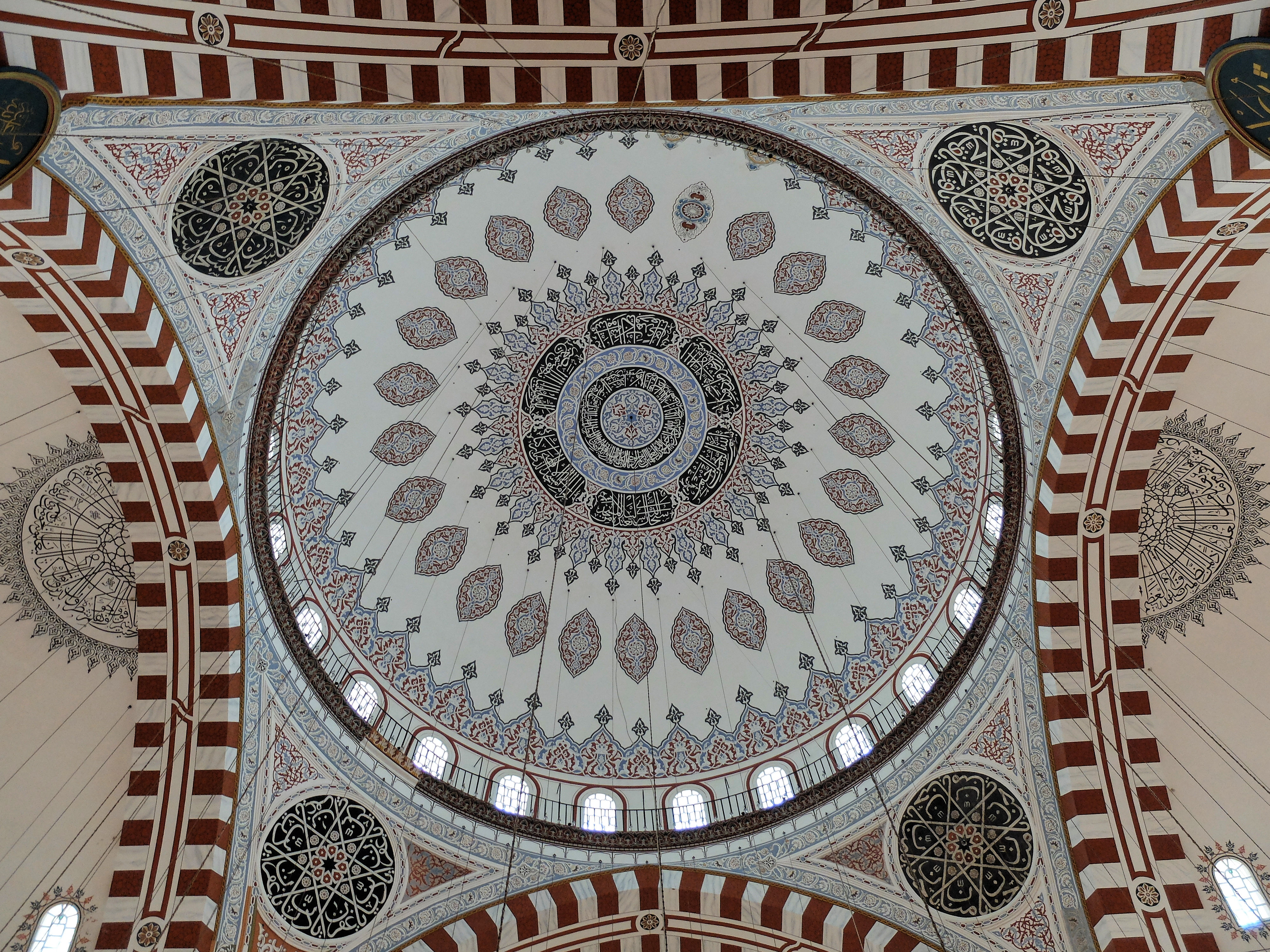
A cúpula principal
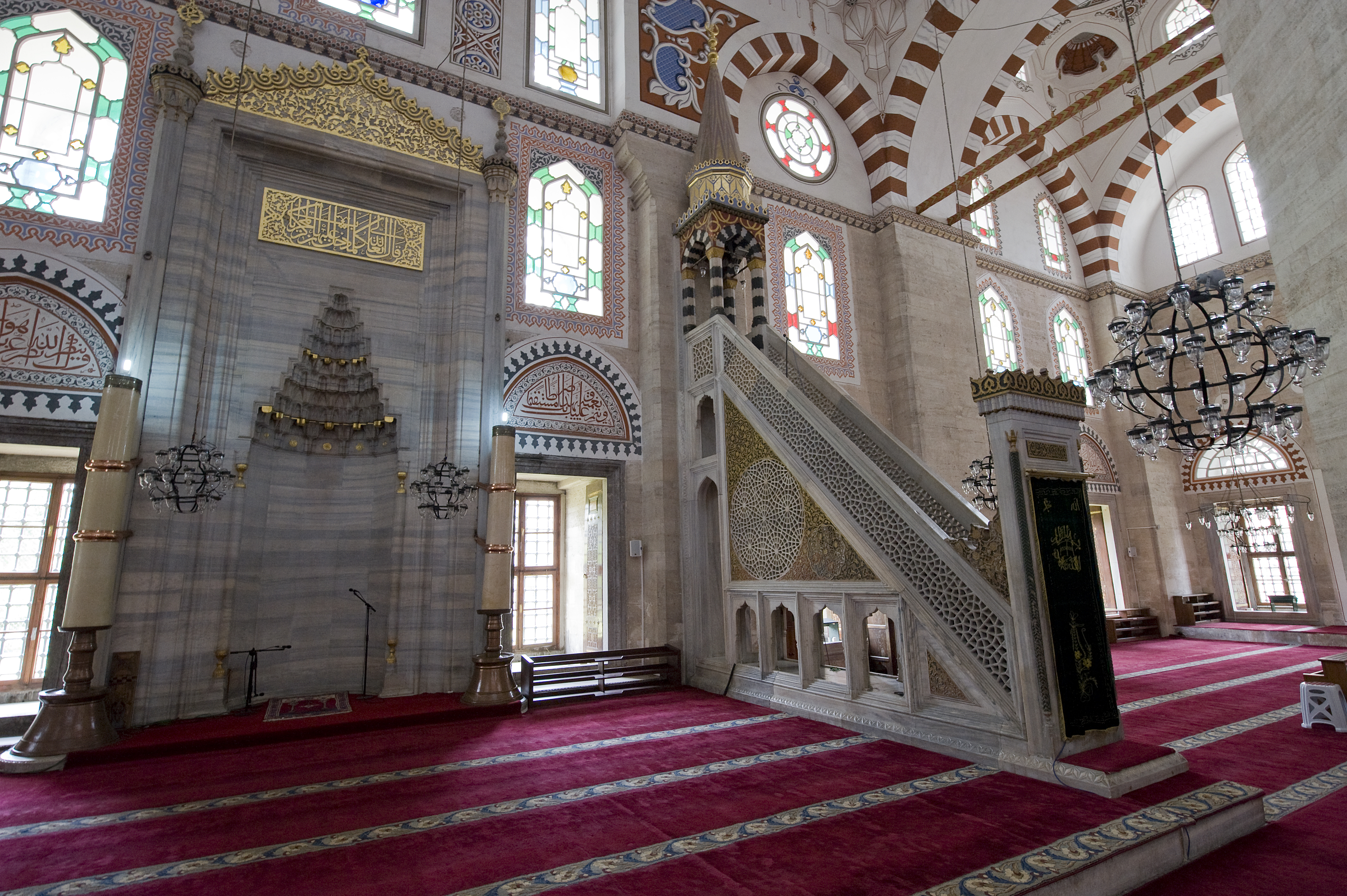
Vista do mihrab (esquerda) e minbar (direita)
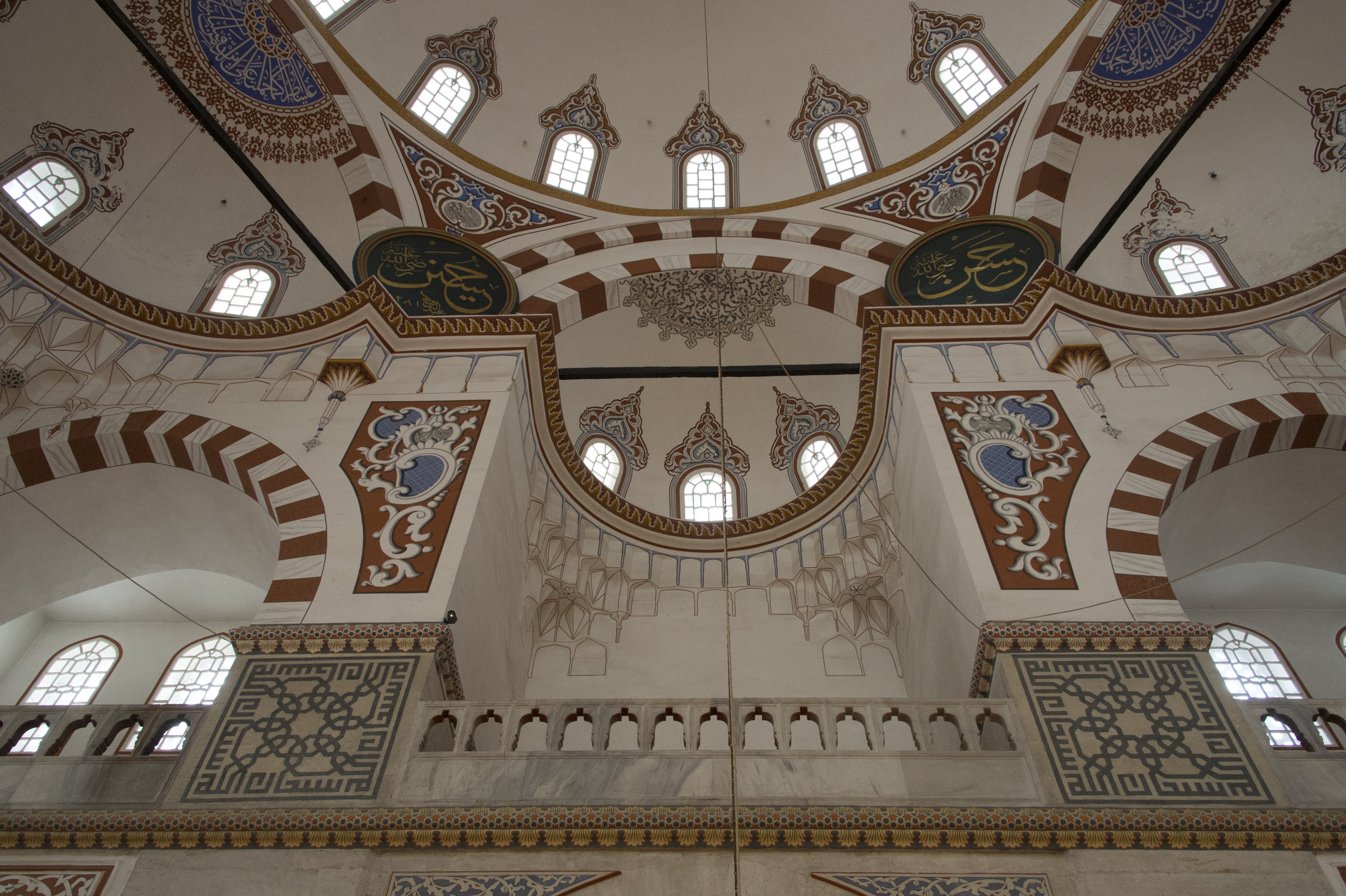
Detalhes acima da entrada principal
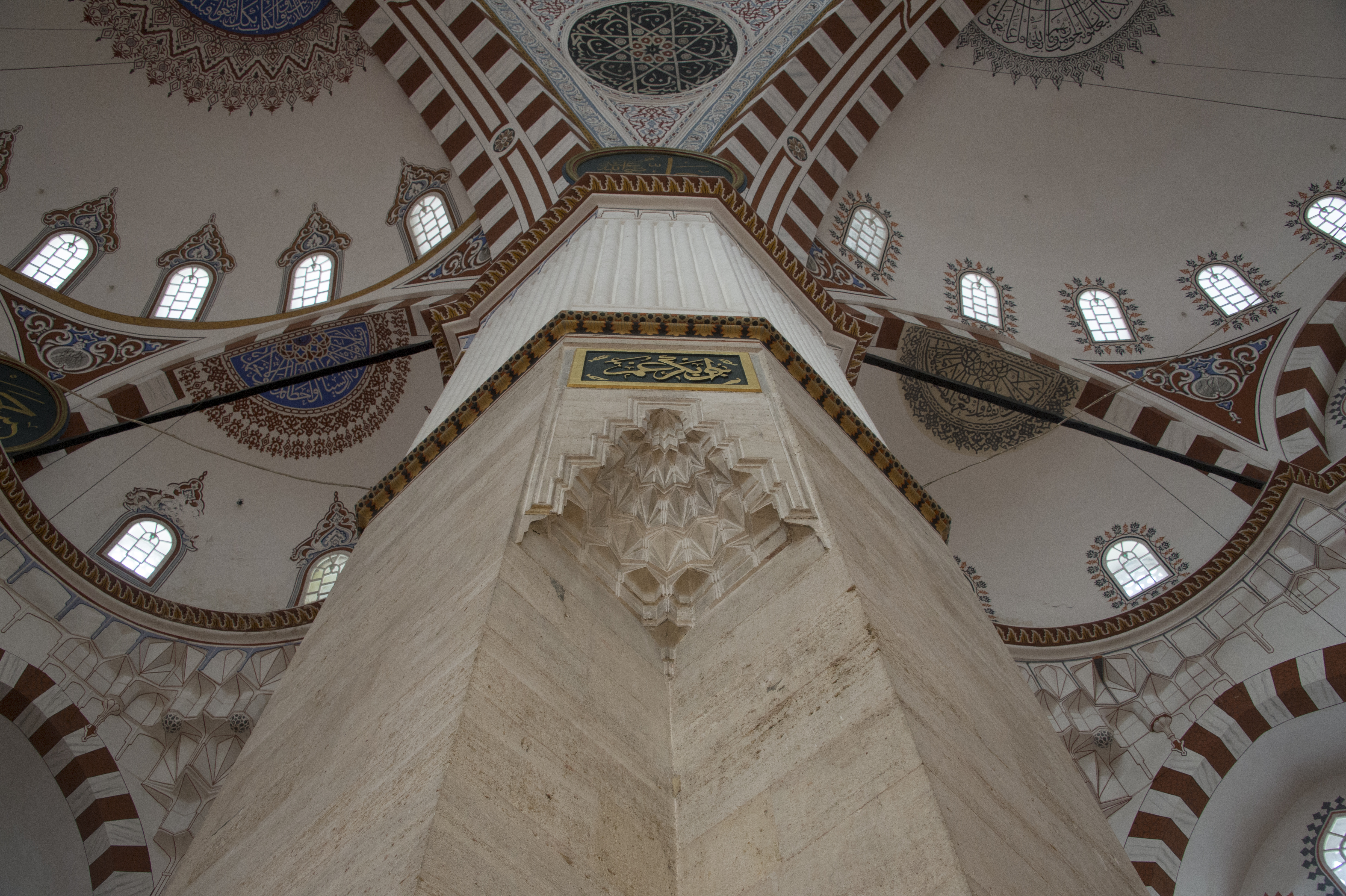
Detalhe de um dos pilares principais

### Legado e influência
Sinan considerou a Mesquita Şehzade sua obra de "aprendiz" e não ficou satisfeito com ela. Durante o resto de sua carreira, ele não repetiu seu layout em nenhum de seus outros trabalhos. Em vez disso, ele experimentou outros projetos que pareciam visar um espaço interior completamente unificado e formas de enfatizar a percepção do visitante da cúpula principal ao entrar em uma mesquita. Um dos resultados dessa lógica foi que qualquer espaço que não pertencesse ao espaço central abobadado foi reduzido a um papel mínimo, subordinado, quando não totalmente ausente.
Apesar da opinião de Sinan, o design simétrico da Mesquita Şehzade, com sua cúpula central e quatro semi-cúpulas, provou ser popular entre os arquitetos posteriores no Império Otomano. Foi repetido em mesquitas otomanas clássicas construídas após Sinan, como a Mesquita do Sultão Ahmed I, a Mesquita Nova em Eminönü, e a reconstrução do século XVIII da Mesquita de Fatih. É encontrado até mesmo na Mesquita de Muhammad Ali do século XIX no Cairo.

## Complexo
Os outros edifícios do complexo da Mesquita Şehzade incluem uma medrese, uma tabhane (casa de hóspedes), um caravançarai, um imaret, uma pequena mektep (escola primária), e um cemitério com vários mausoléus. A mesquita e o cemitério são cercados por um pequeno muro que forma um pátio externo que também se conecta à maioria dos outros elementos do complexo.

Elementos do complexo
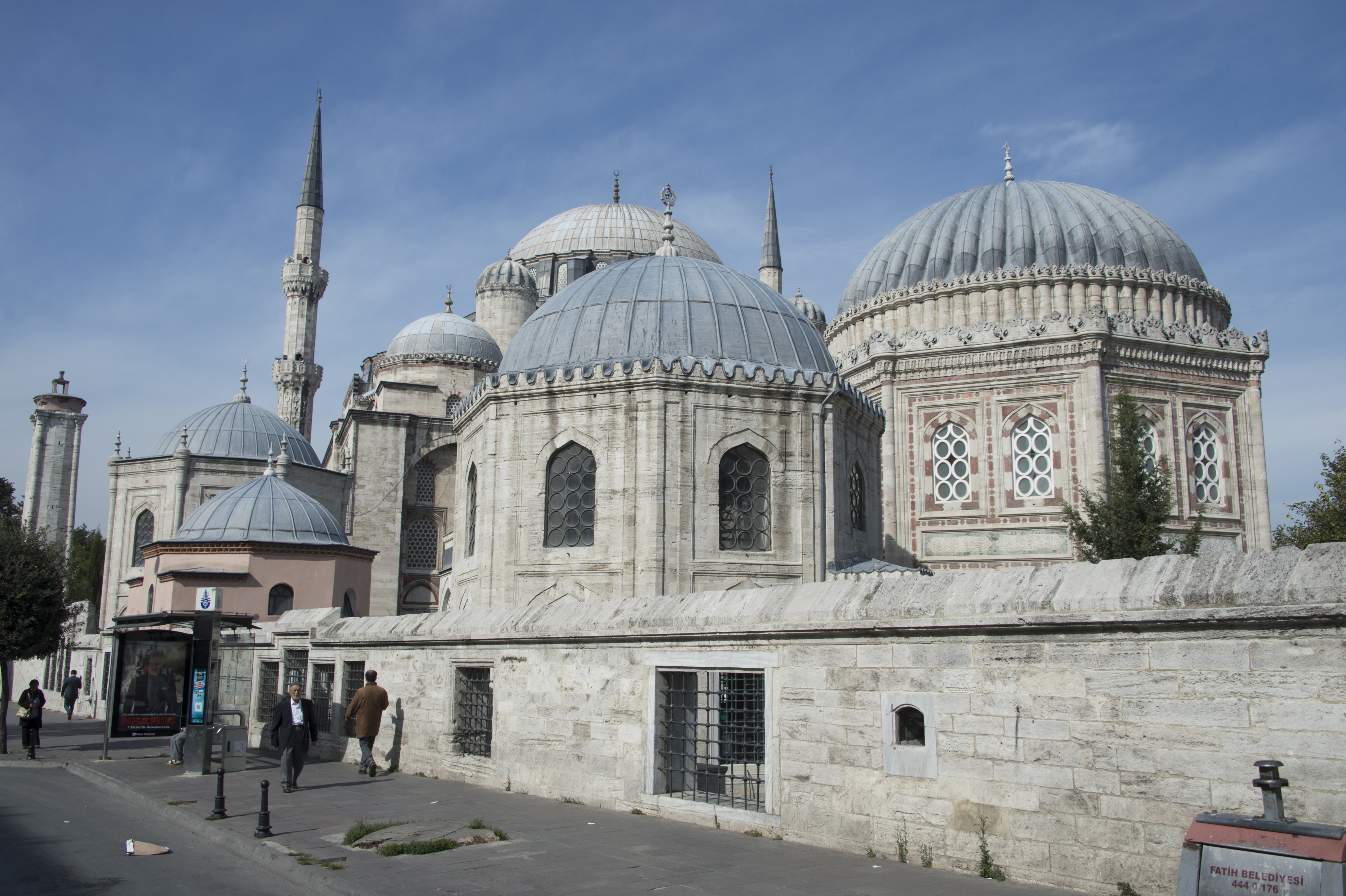
Vista exterior do cemitério e seus mausoléus abobadados
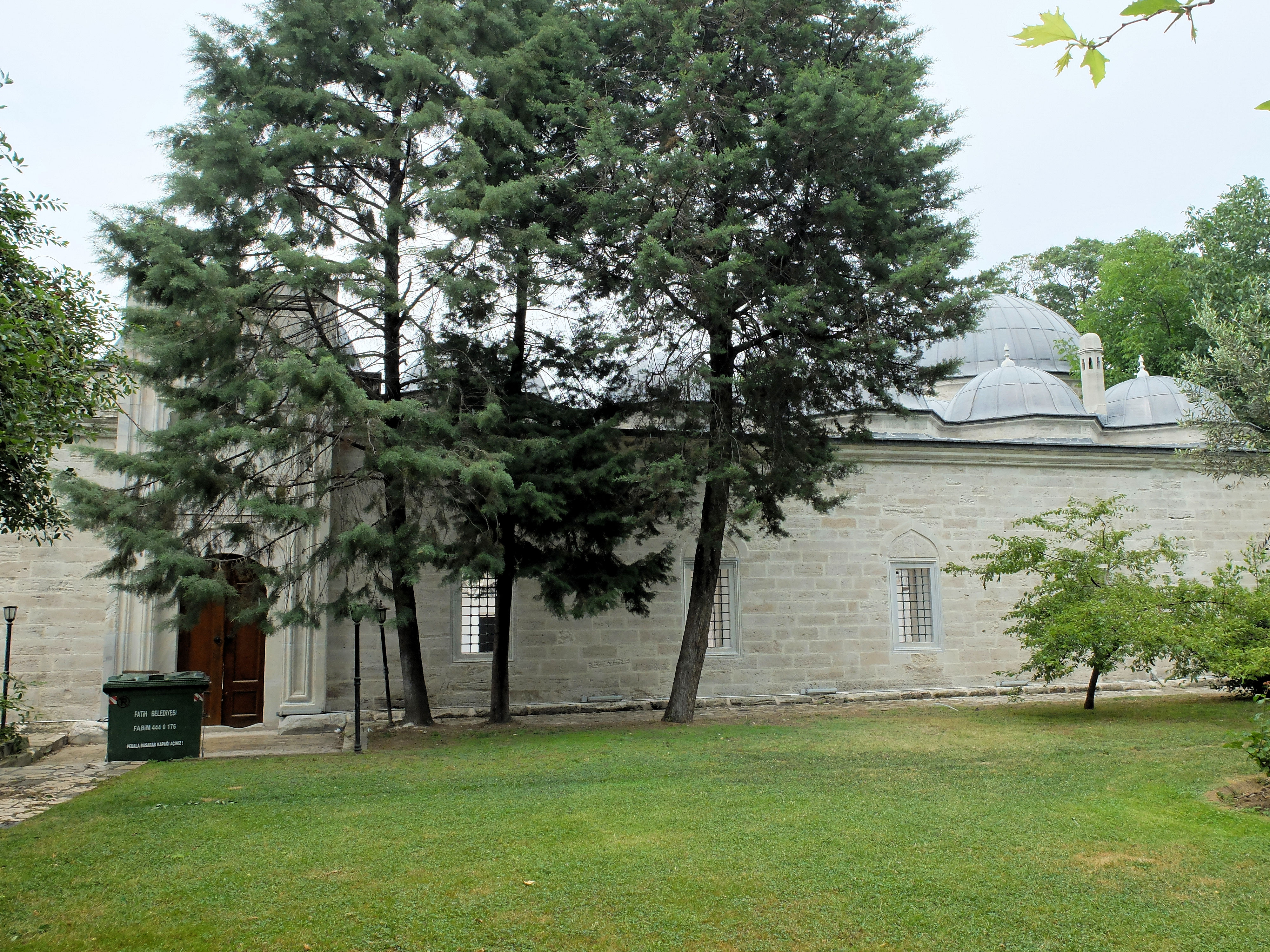
Exterior da madraça (localizada no lado norte do complexo)
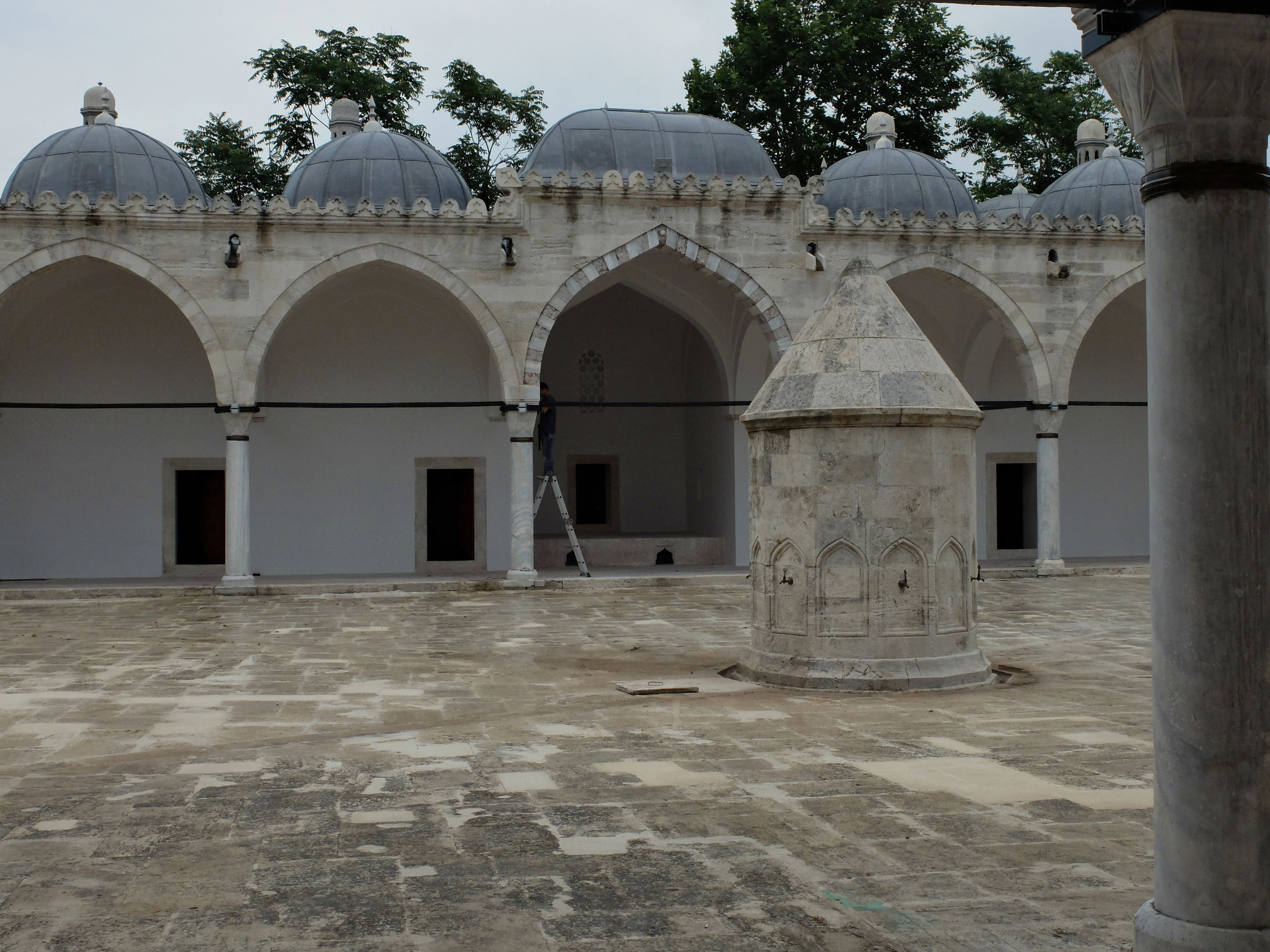
Interior da madraça
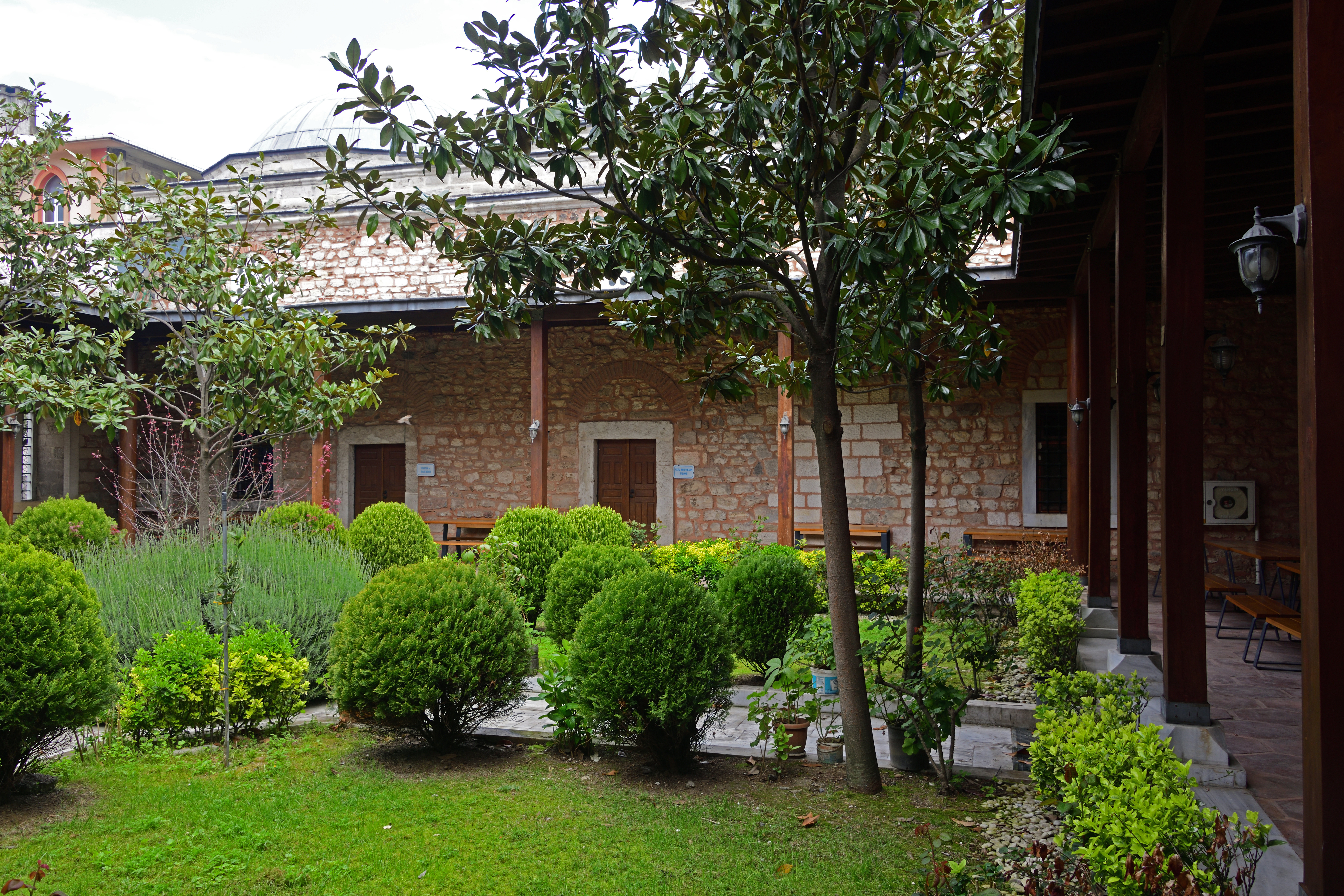
Pátio interno do imaret (localizado no lado leste do complexo)
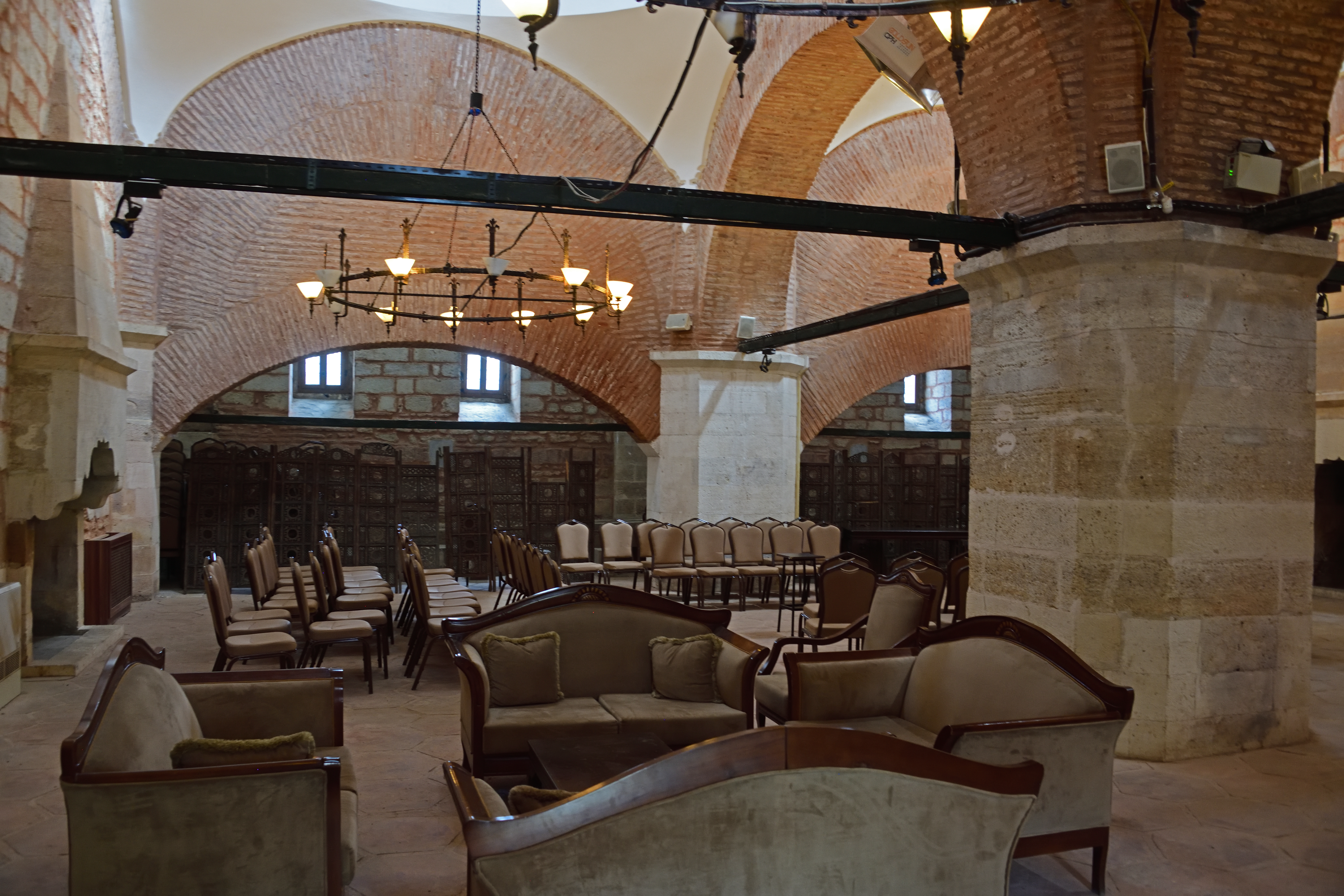
Salão interior no imaret

### Mausoléus
Existem cinco mausoléus (türbe) no jardim funerário ao sul da mesquita. O mais antigo e maior é o de Şehzade Mehmed, que tem uma inscrição de fundação em persa sobre a entrada com data de 1543-44. O mausoléu é uma estrutura octogonal, com uma cúpula canelada, trabalho em pedra policromada e um pórtico de três arcos. As paredes interiores são cobertas com azulejos de cuerda seca multicoloridos e as janelas têm vidros coloridos. Uma característica incomum é o trono retangular de madeira sobre o sarcófago de Mehmed, que simbolizava seu status como herdeiro aparente. Dentro do mausoléu também estão os túmulos da filha de Mehmed, Hümaşah Sultan, e seu irmão mais novo Şehzade Cihangir (m. 1553). A identidade do ocupante do quarto sarcófago é desconhecida.

Mausoléu de Şehzade Mehmed
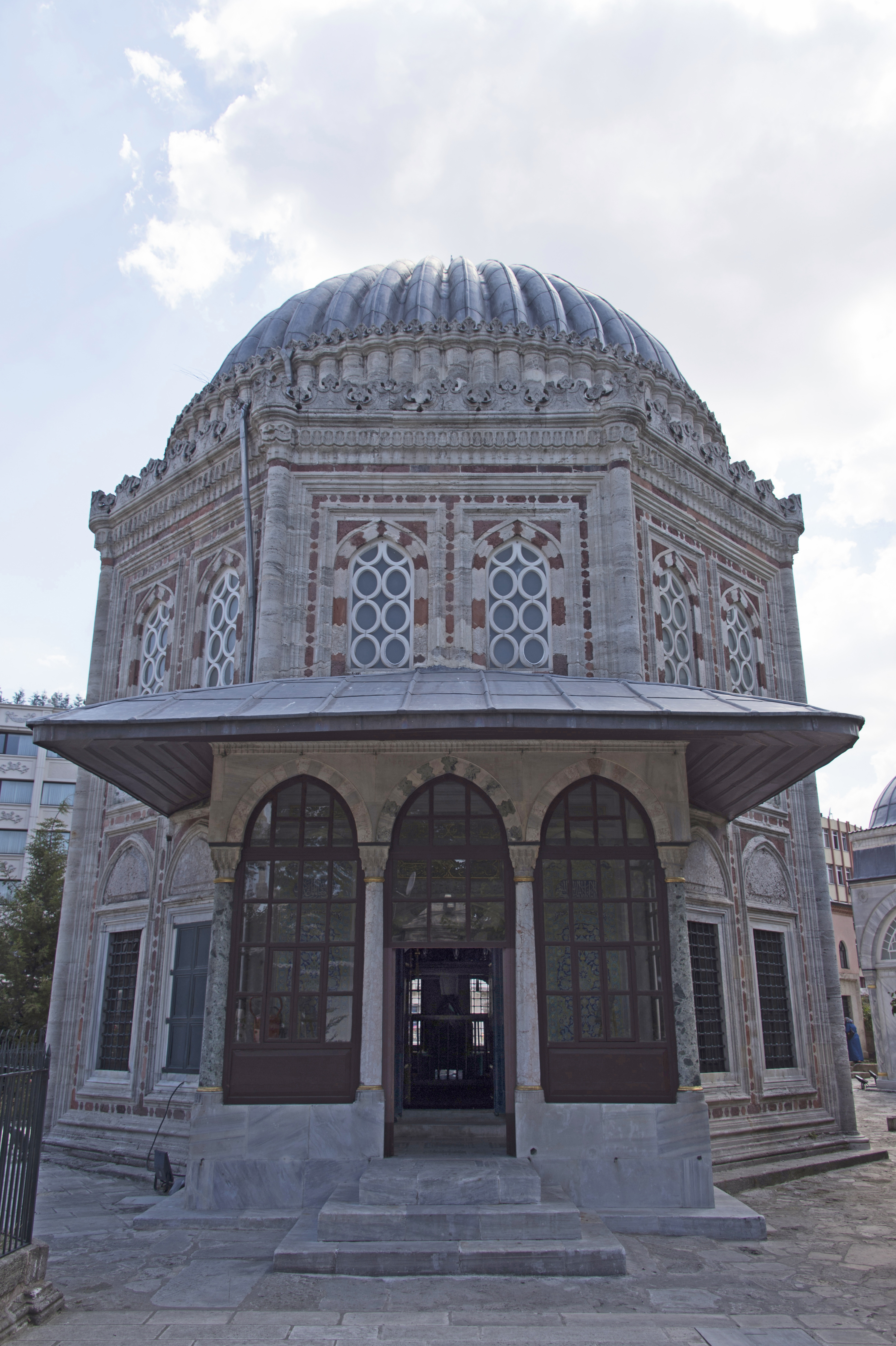
Exterior do Mausoléu de Şehzade Mehmed
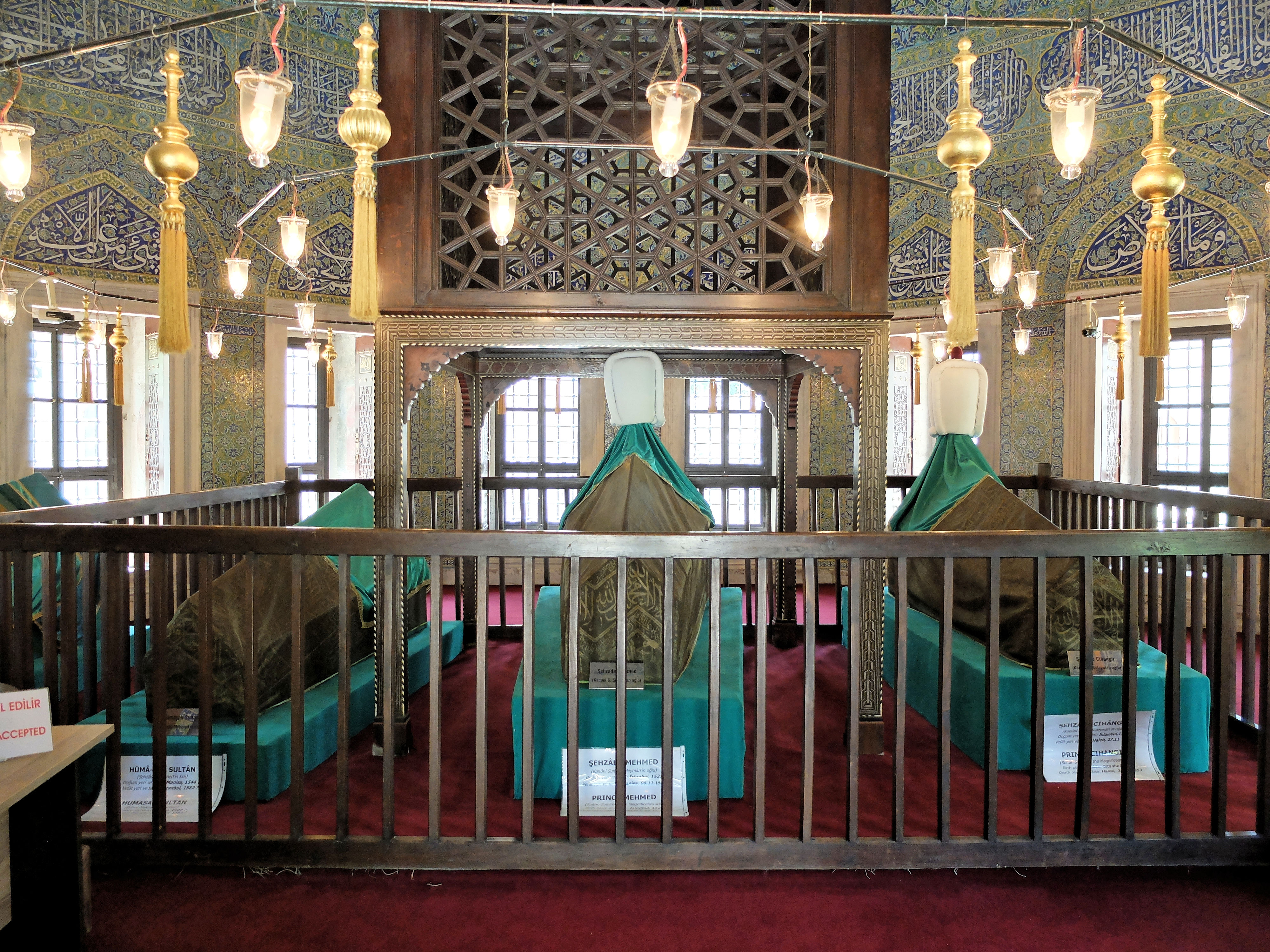
Vista dos túmulos dentro do mausoléu
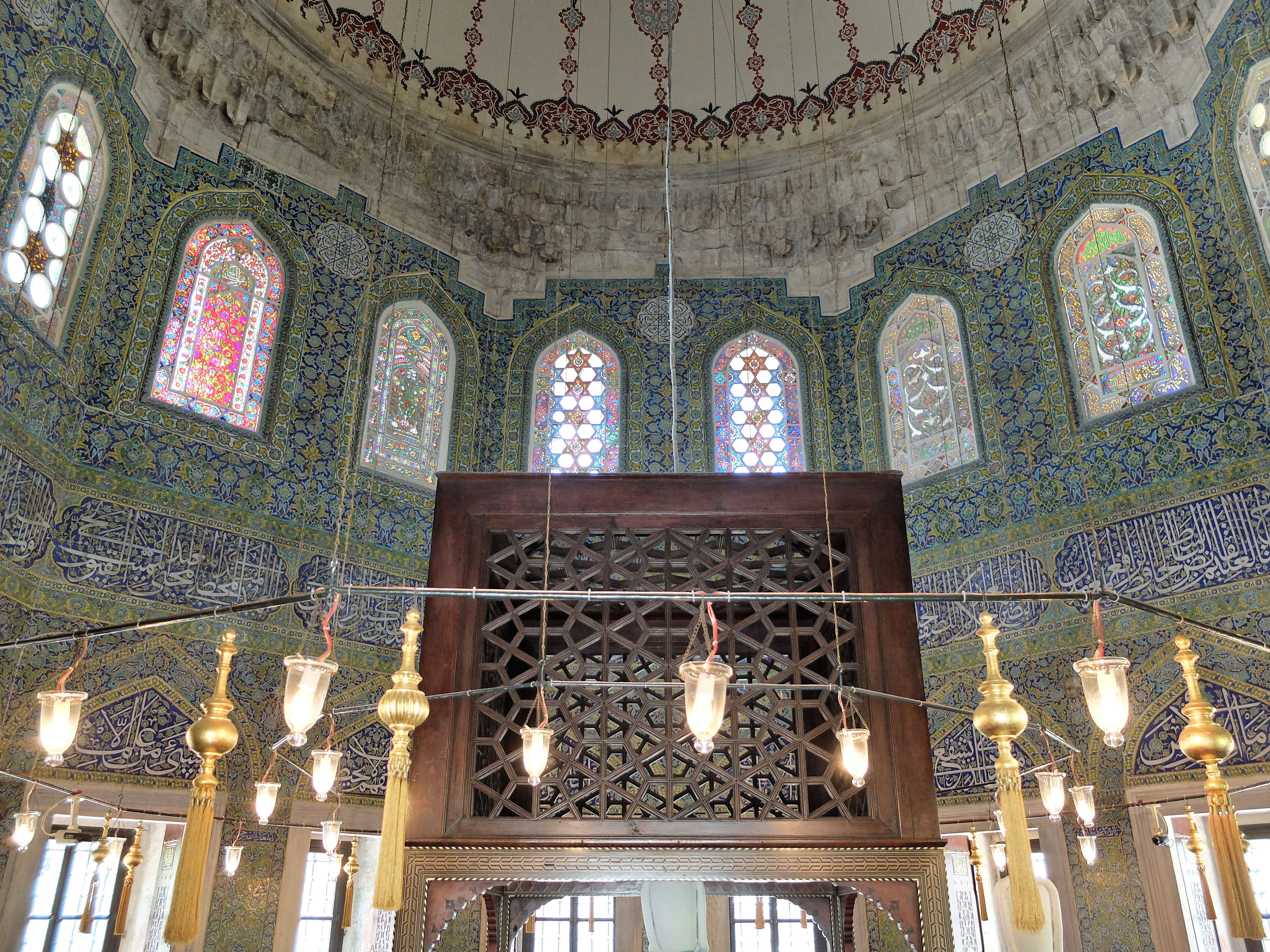
Vista das paredes com azulejos e do trono de madeira acima do cenotáfio de Mehmed
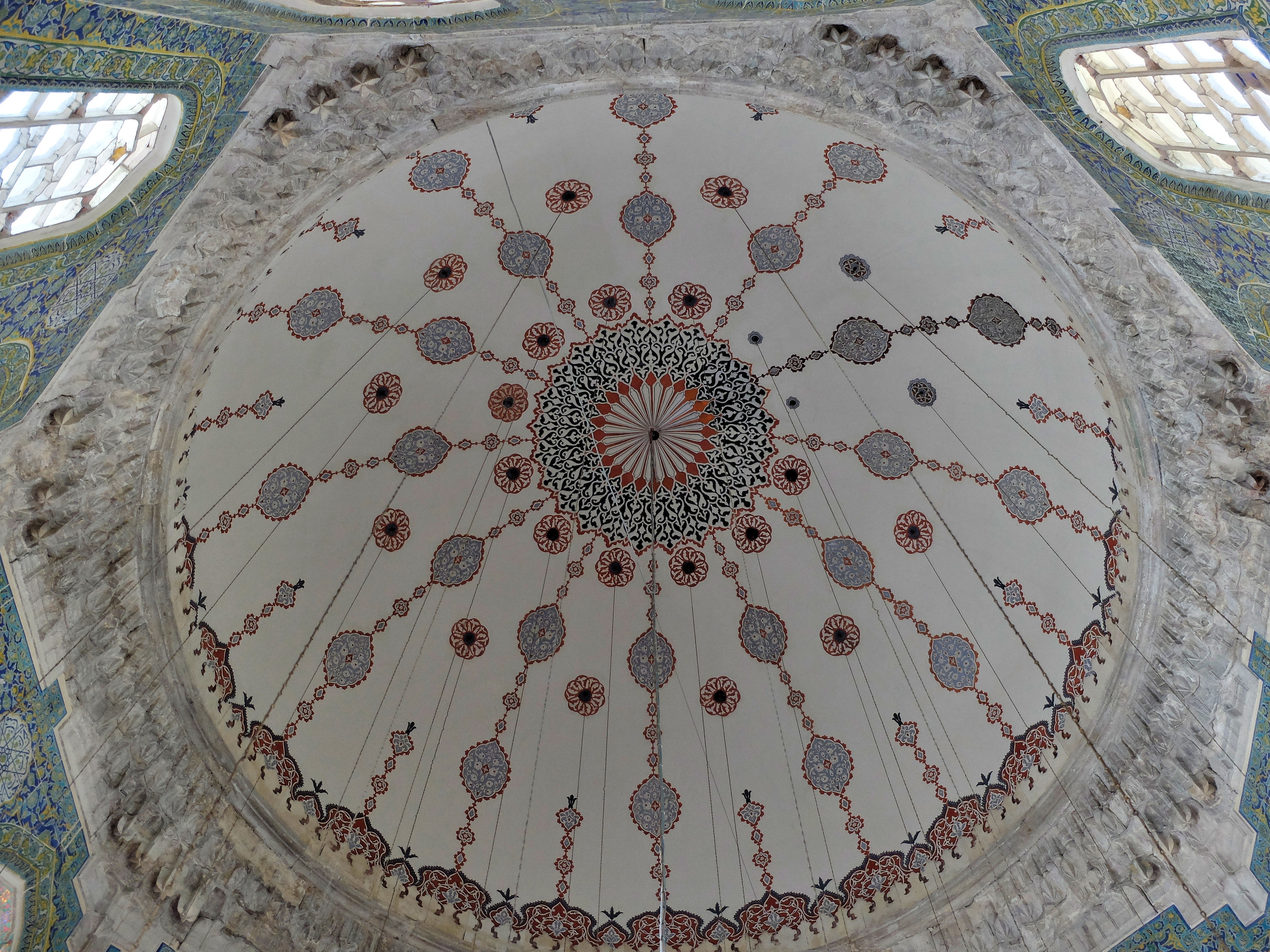
Vista da cúpula
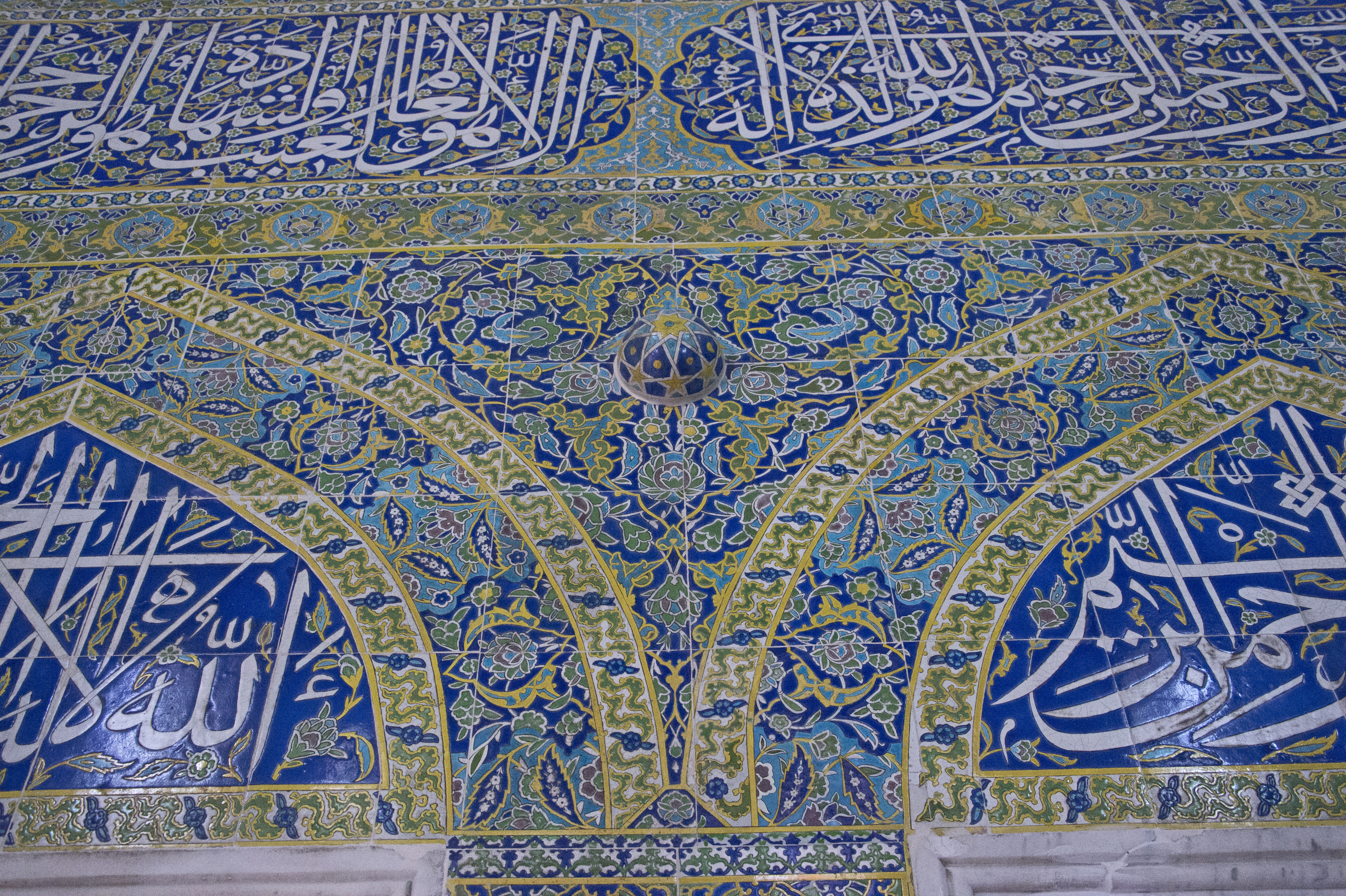
Detalhe dos azulejos de cuerda seca

Ao sul do mausoléu de Şehzade está o menor türbe octogonal do Grão-Vizir Rüstem Pasha, que também foi projetado por Sinan. A inscrição fornece o ano como AH 968 (1560-61). Rüstem Pasha foi o marido de Mihrimah, filha de Solimão, o Magnífico. Como a Mesquita Rüstem Pasha, é decorada com um grande número de azulejos Iznik de pintura sob vidrado. Pelo portão do complexo está o türbe do Grão-Vizir Ibrahim Pasha, genro de Murad III, que morreu em 1603. O türbe foi projetado por Dalgıç Ahmed Çavuş, e quase se iguala ao de Şehzade Mehmed em design e uso de decoração de azulejos.

Outros mausoléus
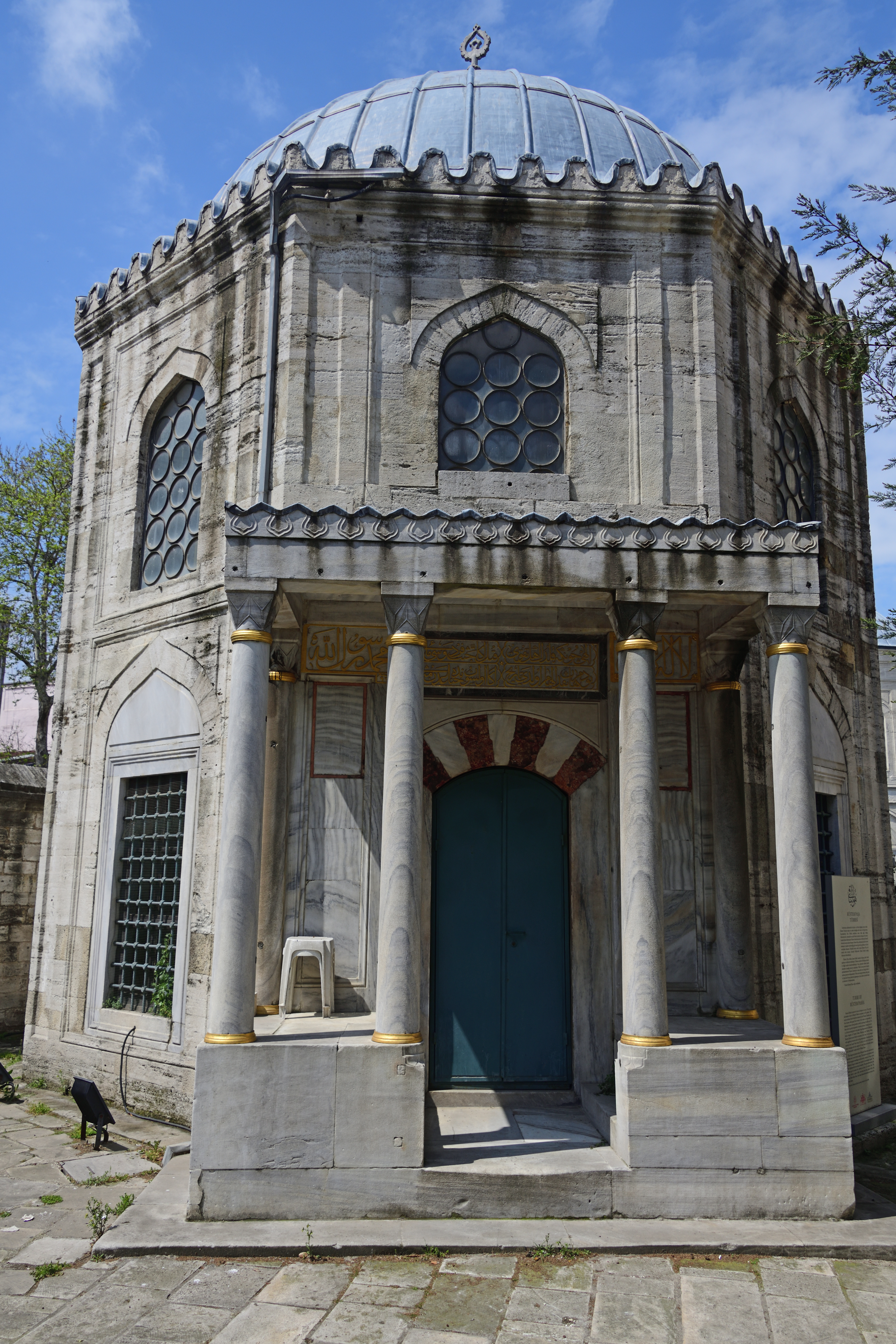
Mausoléu de Rüstem Pasha
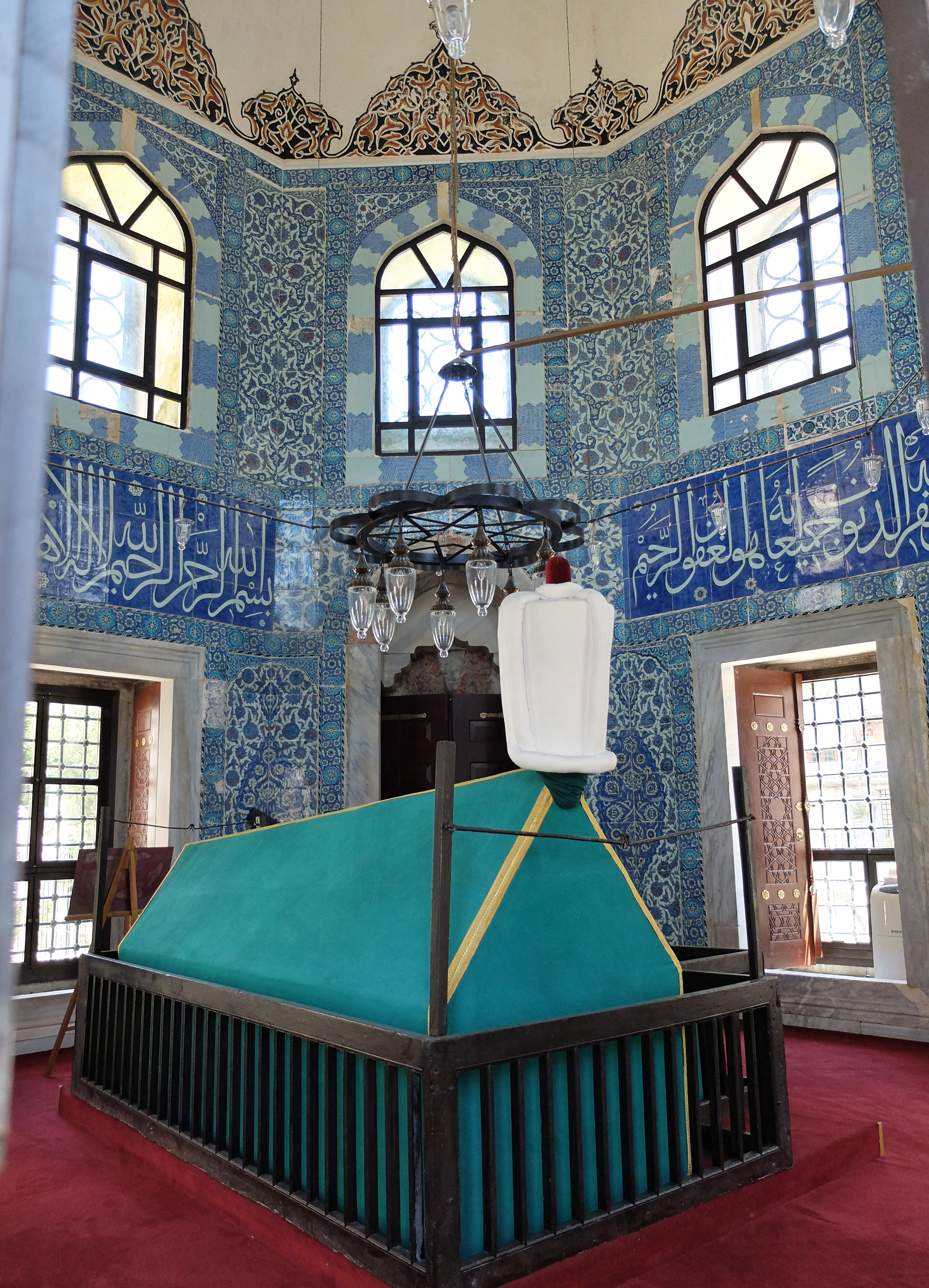
Interior do mausoléu de Rüstem Pasha
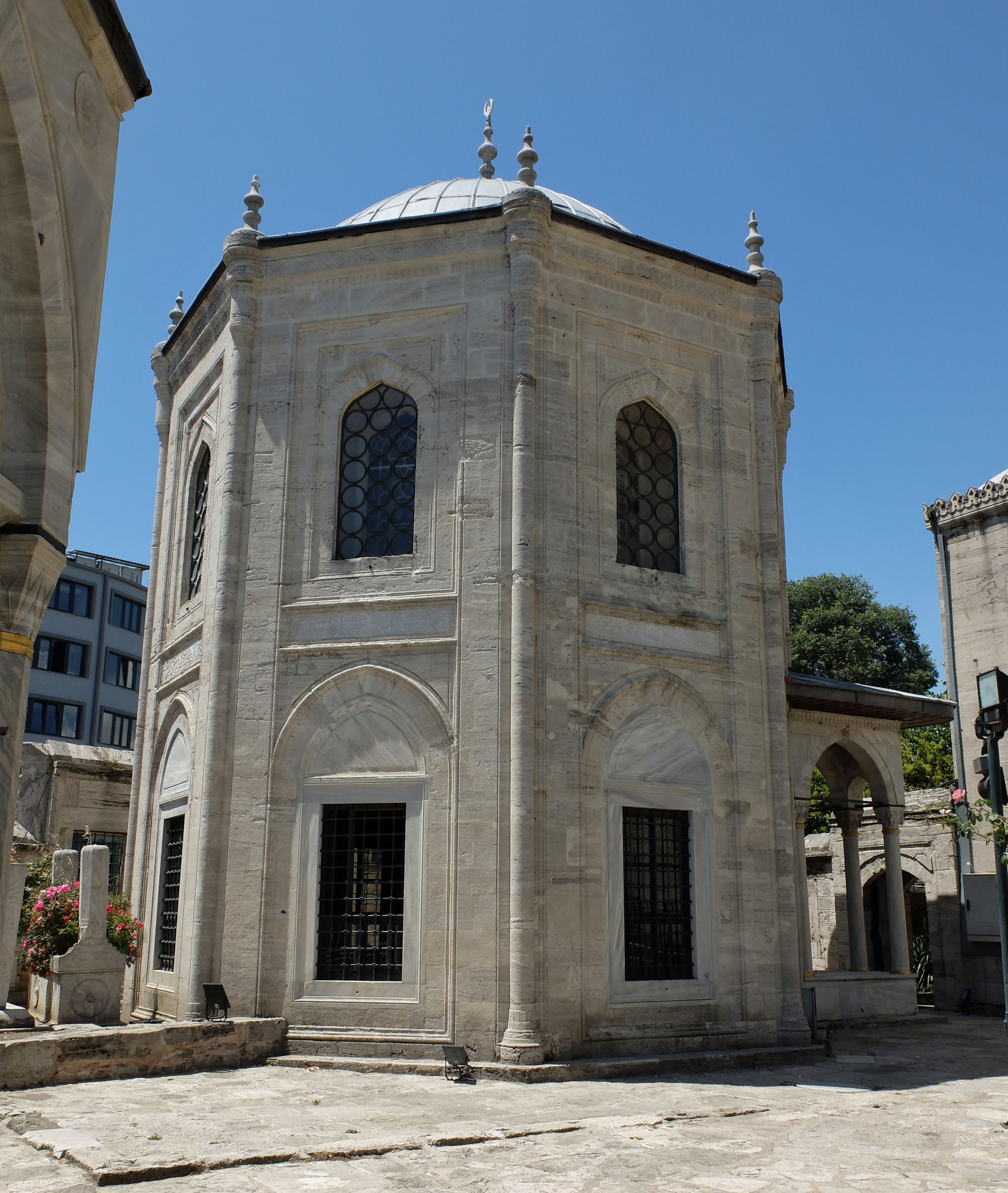
Mausoléu de Ibrahim Pasha
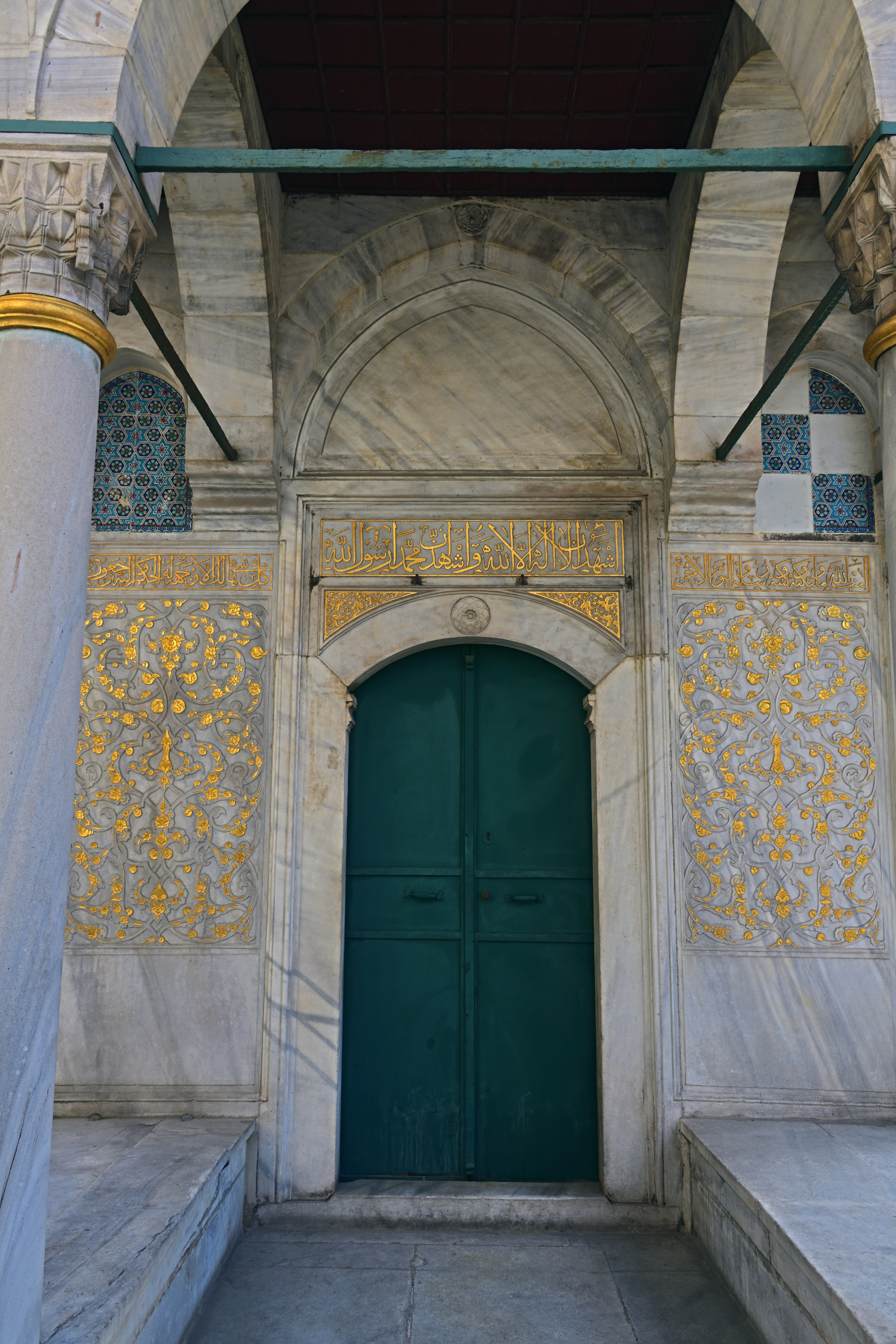
Entrada para o mausoléu de Ibrahim Pasha
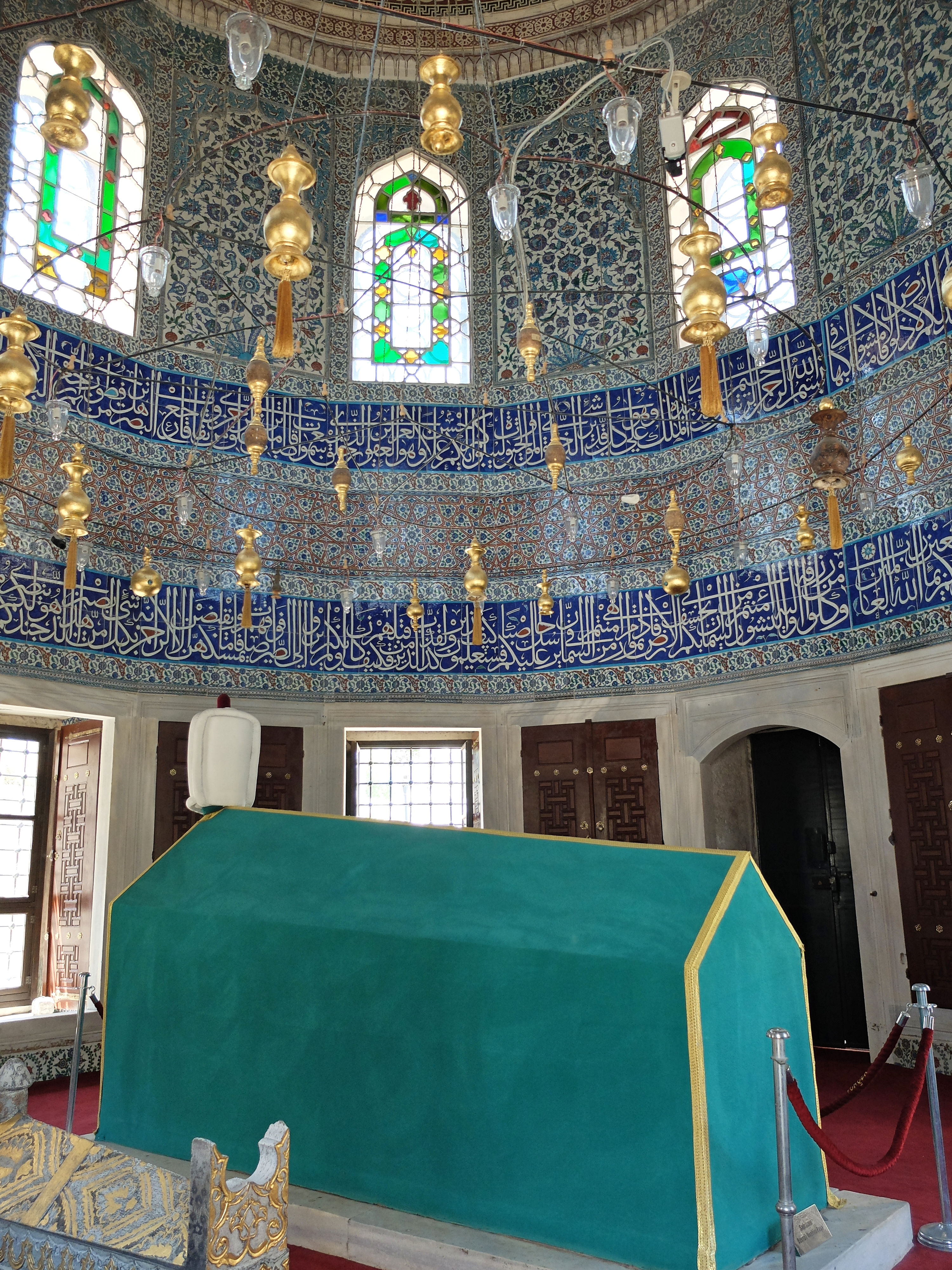
Interior do mausoléu de Ibrahim Pasha

### Centro de Istambul
Dizia-se que a "coluna verde" que fica na extremidade do muro do cemitério do complexo Şehzade, de frente para a Mesquita Şehzade e a rua, foi erguida no local considerado o centro de Istambul.

### Citações
1. ↑  Rogers, Sinan, pp. índice
2. ↑  Bloom, Jonathan M.; Blair, Sheila S., eds. (2009). «Ottoman». The Grove Encyclopedia of Islamic Art and Architecture (em inglês). 3. [S.l.]: Oxford University Press. 82 páginas. ISBN 9780195309911
3. ↑  Kuban 2010, p. 271.
4. ↑  Necipoğlu 2005, pp. 191–192.
5. ↑  Kuban 2010, p. 273.
6. 1 2  Blair & Bloom 1995, p. 218.
7. ↑  Goodwin 1971, p. 206.
8. ↑  «İstanbul'da bombalı saldırı: 7'si polis 11 ölü, 36 yaralı» (em turco). Cumhuriyet. Consultado em 7 junho 2016
9. ↑  «İstanbul'daki Patlamada Mimar Sinan'ın Şehzade Camii Zarar Gördü». Arkeofili (em turco). 7 de junho de 2016. Consultado em 10 junho 2023
10. ↑  Necipoğlu 2005, p. 196.
11. 1 2 3  Sumner-Boyd & Freely 2010, p. 185.
12. 1 2 3  Blair & Bloom 1995, pp. 218-219.
13. ↑  Goodwin 1971, p. 210.
14. ↑  Necipoğlu 2005, p. 121.
15. ↑  Kuban 2010, p. 272.
16. ↑  Kuban 2010, pp. 258, 271-272.
17. ↑  Goodwin 1971, pp. 178, 207.
18. ↑  Kuban 2010, p. 236.
19. ↑  Bağcı 2002, p. 755.
20. ↑  Rüstem 2019, p. 268.
21. ↑  Erçağ, Beyhan (1991). «İstanbul Şehzade Camii Restorasyonu». Vakıf Haftası Dergisi. 8: 213–228
22. ↑  Goodwin 1971, p. 207.
23. ↑  Kuban 2010, pp. 261, 272.
24. ↑  Kuban 2010, p. 261.
25. ↑  Blair & Bloom 1995, pp. 228-230.
26. ↑  Goodwin 1971, pp. 340, 345-346, 358, 394, 408.
27. ↑  Goodwin 1971, p. 408.
28. ↑  Al-Asad, Mohammad (1992). «The Mosque of Muhammad ʿAli in Cairo». Muqarnas. 9: 39–55. JSTOR 1523134. doi:10.2307/1523134
29. ↑  Kuban 2010, pp. 272-275.
30. ↑  Necipoğlu 2005, p. 193.
31. ↑  Necipoğlu 2005, p. 198.
32. ↑  Goodwin 1971, p. 211.
33. ↑  Necipoğlu 1990.
34. ↑  Carswell 2006, pp. 57–58.
35. ↑  Necipoğlu 2005, p. 200.
36. ↑  Necipoğlu 2005, p. 327, figs 314-315.
37. ↑  Goodwin 1971, p. 252.
38. ↑  Necipoğlu 2005, p. 531, Note 56.
39. ↑  Sumner-Boyd & Freely 2010, pp. 188–189.
40. ↑  «İstanbul'un Ortası». Kültür Envanteri. 4 agosto 2021. Consultado em 16 janeiro 2023
41. ↑  «Şehzade Mosque and Complex». Historical Marker Database. 1 fevereiro 2022. Consultado em 16 janeiro 2023